# Cao Cao
Pour les articles homonymes, voir Cao.
Dans ce nom, le nom de famille précède le nom personnel.
Cao Cao (155 à Bozhou - 15 mars 220 à Luoyang) ou Ts’ao Ts’ao (chinois : 曹操 ; pinyin : Cáo Cāo ; Wade : Ts'ao² Ts'ao¹ ; EFEO : Tsaur Tsau ; cantonais Yale : Chòuh Chōu), de son prénom social Mengde (孟德, Mèngdé), est un seigneur de guerre, écrivain et poète de la fin de la dynastie Han en Chine antique.
Premier ministre du dernier empereur de la dynastie Han, Han Xiandi, il se rend maître de tout le nord de la Chine et établit les fondations du royaume de Wei dont il reçoit à titre posthume le nom d'Empereur Wu (魏武帝, Wèi Wǔdì). Surnommé le « Héros du chaos », il est l'auteur de nombreux livres portant sur la stratégie et la tactique militaire et est l'un des commentateurs traditionnels de L'Art de la guerre de Sun Zi. En tant que poète, il est avec ses fils Cao Pi et Cao Zhi la figure de proue du style dit jian'an (du nom de l'ère jian'an) ; ils sont surnommés les Trois Cao.
Le roman de Luo Guanzhong Les Trois Royaumes, ainsi que le théâtre et l'opéra chinois, contribuent à déformer l'image de Cao Cao en faisant de lui, dans la tradition populaire, l'archétype du ministre félon et machiavélique.
Cao Cao est connu au Japon sous le nom de Sōsō Mōtoku, en Corée sous le nom de Jojo Maengdeog  et au Viêt Nam sous celui de Tào Tháo Mạnh Đức.

## Biographie

### Généalogie
Cao Cao naît en 155 (2e année de Yongxin) à Qiao (譙) dans le district de Pei (沛), aujourd’hui la préfecture de Bozhou dans la province d’Anhui. Il est le fils de Cao Song, officier de la Cour impériale des Han, lequel était le fils adoptif de Cao Teng, un des eunuques favoris de l’empereur Huandi.
Selon certaines sources historiques, dont la Biographie de Cao le Fourbe, Cao Song aurait eu pour nom de famille Xiahou, ce qui aurait fait de Cao Cao le cousin de Xiahou Dun et Xiahou Yuan qui avait comme cousin éloigné Cao Ren. C’est également cette généalogie qui est reprise dans le roman Les Trois Royaumes.
Cao Cao reçoit pour prénom « tabou » Cāo (操), pour prénom d’enfance Ā-Mán (阿瞞), et pour prénom social Mèngdé (孟德). Cao Cao aurait également été appelé Jí Lì (吉利).

### Enfance et jeunesse
Lors de son enfance, Cao Cao se montre brillant. Il est cependant plus connu pour sa roublardise et sa débauche que pour ses talents politiques et littéraires. Selon la Biographie de Cao le Fourbe, également repris dans le roman Les Trois Royaumes, Cao Cao se complaît dans la chasse et la musique en compagnie de Yuan Shao. Cette situation déplait à son oncle qui reproche régulièrement à Cao Song son indulgence envers son fils. Un jour, Cao Cao fait semblant d’avoir une attaque devant son oncle, lequel se précipite pour en informer Cao Song. Lorsque celui-ci vient voir son fils, il le trouve en parfaite santé et s’en étonne. Cao Cao lui dit : « Je n’ai jamais souffert d’aucune maladie de cette sorte, mais j’ai perdu l’affection de mon oncle, et celui-ci t’a trompé. » À la suite de cet épisode, Cao Song cesse de prêter attention à tout ce que l’oncle puisse lui dire, et Cao Cao se fait de plus en plus téméraire.
Les Anecdotes contemporaines et nouveaux propos de Liu Yiqing dans le chapitre Duperie et fourberie narrent une anecdote selon laquelle dans leur jeunesse, Cao Cao et Yuan Shao font irruption dans une cérémonie de mariage, et crient : « Au voleur ! » Tous les invités sortent dans le jardin, et profitant de la confusion, Cao Cao enlève la mariée, la viole sous la menace d'un couteau, imité ensuite par Yuan Shao. En partant, Yuan Shao se prend dans les ronces d'un oranger et ne peut bouger. Cao Cao crie alors : « le voleur est ici ». Finalement, Yuan Shao parvient à s'extirper et à s'enfuir.
En raison de son comportement débauché, peu de personnes s’intéressent vraiment au talent de Cao Cao, en dehors du commandant Qiao Xuan, réputé d’après les Annales des Han de Zhang Fan pour son impartialité et par le Livre du Wei pour évaluer correctement le potentiel des gens. Qiao Xuan assoit la réputation de Cao Cao en reconnaissant ne jamais avoir vu un tel talent, et lui conseille de faire partie du cercle des connaissances de Xu Zijiang (le devin Xu Shao dans le roman Les Trois Royaumes) afin de faire connaître son nom.
Selon les Chroniques de Sun Sheng, Cao Cao aurait un jour demandé à Xu Zijiang : « Quelle sorte de personne suis-je ? ». Xu Zijiang aurait au début refusé de lui répondre, puis pressé à plusieurs reprises lui aurait dit : « En temps de paix, tu serais un ministre capable, en temps chaotiques tu serais un héros félon. ». Flatté, Cao Cao éclate de rire. C'est cette scène, qui apparaît également dans le roman Les Trois Royaumes, qui a valu à Cao Cao son surnom de « Héros du chaos » ou « Héros des temps chaotiques » (亂世之奸雄).

### Début dans le mandarinat
À vingt ans, Cao Cao est cité pour sa piété filiale et son incorruptibilité. Il est fait mandarin et reçoit la magistrature du district nord de Luoyang, alors la capitale. Selon la Biographie de Cao le Fourbe, Cao Cao n'hésite pas à faire fouetter à mort tous ceux qui ne respectent pas le couvre-feu, indépendamment de son rang ou de sa richesse. Jian Shuo, eunuque favori de l'empereur Lingdi, viole le couvre-feu et est exécuté. Cao Cao accumule alors les rancunes d'autres mandarins qui le recommandent pour qu'il soit muté hors de la capitale, dans le district de Dunqiu.
Cao Cao est ensuite promu à Yilang. Selon le Livre du Wei, vers cette époque, le grand général Dou Wu et le grand tuteur Chen Fan tentent de s’en prendre aux eunuques. Mais ces derniers les font tomber en disgrâce. Cao Cao écrit alors un mémoire à l’empereur dans lequel il fait l’apologie de la probité de Dou Wu et Chen Fan, et se montre extrêmement critique envers le climat de traîtrise et d’iniquité qui règne à la Cour. L’empereur Lingdi s’en fâche et fait publier un édit déclarant que « quiconque présente un mémoire critiquant l’inefficacité du gouvernement dans les affaires locales et régionales se verra considéré comme un semeur de rumeurs et sera démis de ses fonctions. » Cao Cao envoie néanmoins un nouveau mémoire qui expose les failles des Trois Ministères qui dans leurs édits se dérobent à leur devoir afin d’éviter tout conflit avec la noblesse. L’empereur, cette fois sensible aux arguments de Cao Cao, pense résoudre le problème par la dissolution des Trois Ministères, mais cette action ne fait qu’empirer la situation politique. Pensant la résolution de ces problèmes impossibles, Cao Cao ne dit plus rien.

### Débuts militaires
En 184 (dernière année de Guanghe et 1re année de Zhongping) éclate la révolte des Turbans Jaunes, une insurrection populaire où les paysans s'enroulaient une étoffe jaune autour de la tête en signe de ralliement avec la secte religieuse La voie de la grande paix mené par Zhang Jiao. Cao Cao est promu commandant de la cavalerie (騎都尉, qí dōuwèi) et est envoyé combattre les bandits du fleuve Yin. Il reçoit ensuite la chancellerie du pays de Ji'nan, lequel englobait alors dix districts. Selon le Livre du Wei, les mandarins recevaient alors de nombreux pots-de-vin et la corruption rendait toute administration efficace impossible. En outre, les bourgeois de la région au fil des siècles avaient fait construire de nombreux temples à leur nom. En prenant la direction de Ji'nan, Cao Cao écrit un mémoire pour faire déposer huit fonctionnaires corrompus et ce faisant, faciliter l'administration du pays. Il fait également interdire les sacrifices, fait démolir de nombreux temples et en fait exorciser les fantômes.
Cao Cao est ensuite rappelé pour être nommé Grand Administrateur du district de Dong (東郡太守, Dōng-jùn tàishǒu), mais il refuse cette promotion, et se fait passer malade pour rentrer dans son village natal. Selon le Livre du Wei, il craint alors que sa région natale n’ait à souffrir de ses critiques du pouvoir, et préfère être sur place pour la garder. Il fait construire une cabane en dehors des murs de la ville et s’en sert comme base pour étudier les classiques durant le printemps et l’été, et pour chasser à l’arc durant l’automne et l’hiver.
Peu après, l'inspecteur de Jizhou, Wang Fen, ainsi que Xu You de Nanyang et Zhou Jing de Peiguo montent un complot pour déposer l'empereur Lingdi et établir à sa place le marquis de Hefei. Ils tentent d'associer Cao Cao à leur entreprise mais ce dernier refuse, et le complot finit par échouer.
Cette même année, à Jincheng, deux hommes, Bian Zhang et Han Sui, assassinent l'inspecteur de la région et montent une rébellion à laquelle se joignent plus de cent mille personnes. Cao Cao reçoit la charge de « colonel qui s'occupe de l'armée » (典軍校尉, diǎn jūn jiào wèi).
En 189 (6e année de Zhongping), l'empereur Lingdi meurt et son fils aîné, Bian (l'Empereur Shaodi), lui succède.

### Rébellion contre Dong Zhuo
La mère du nouvel empereur, l'impératrice douairière He, assure la régence. À cette époque, le frère de cette dernière, le maréchal He Jin, complote avec Yuan Shao contre les eunuques. Toutefois, ceux-ci bénéficient du soutien de l'impératrice, qui refuse de le leur retirer. He Jin décide donc d'appeler Dong Zhuo à la cour, avec l'intention d'utiliser ses troupes militaires pour faire pression sur sa sœur. Mais avant que Dong Zhuo n'atteigne Luoyang, He Jin se fait assassiner par les eunuques. Lorsque Dong Zhuo arrive dans la capitale, il dépose l'empereur Shaodi pour faire monter sur le trône le jeune frère de ce dernier, Xian, qu'il estime plus apte à régner. Puis, Dong Zhuo nomme Cao Cao « colonel de la cavalerie vaillante » (驍騎校尉, xiāo qí jiào wèi) dans l'intention de s'associer ses talents de stratège. Néanmoins, Cao Cao préfère fuir la capitale et retourner vers son village natal, à l'est, en suivant les petites routes sous un nom d'emprunt (selon le Livre du Wei, il aurait déjà prévu la défaite de Dong Zhuo et ne désirait pas s'associer à lui). D'après diverses chroniques dont les avis divergent quant aux circonstances, il aurait été contraint de tuer la famille de Lü Boshe, un de ses vieux amis qui l'hébergeait (voir plus bas la section Citations attribuées à Cao Cao).
Dong Zhuo lance un mandat d'arrêt contre Cao Cao, qui est arrêté par des gardes suspicieux alors qu'il traverse Zhongmou. Il est reconnu par un des habitants de la ville qui se porte garant pour lui et le fait libérer. En arrivant à Qiao, il vend toutes ses possessions familiales afin de monter vers janvier 190 une armée contre Dong Zhuo. Selon l’Histoire du monde, Wei Zi de Chenliu lui vient en aide financièrement, ce qui lui permet d'ajouter cinq mille hommes à ses troupes.
Vers février-mars 190 (1re année de Chuping), Cao Cao rejoint l'alliance de Yuan Shu, Han Fu, Kong Zhou, Liu Dai, Wang Kuang, Yuan Shao, Zhang Miao, Qiao Mao, Yuan Yi et Bao Xin. Yuan Shao est élu chef de l'alliance et Cao Cao prend la fonction de « général vigoureux » (奮武將軍, fèn wǔ jiāngjūn). En avril, Dong Zhuo découvre la levée de l'armée rebelle. Il décide de transférer la capitale à Chang'an (aujourd’hui Xi'an) et d'y déménager l'empereur tandis que lui-même demeure en garnison à Luoyang et boute le feu au palais. Yuan Shao avait alors posté ses troupes à Henei, Miao, Dai, Mao, Yuan Yi à Suanzao, Yuan Shu à Nanyang, Kong Zhou à Yingzhuan et Han Fu à Ye. L'armée de Dong Zhuo jouit de la supériorité numérique et aucun seigneur de l'alliance n'ose être le premier à l'attaquer. Cao Cao aurait alors dit : « Une armée vertueuse est maintenant levée pour mettre fin à la rébellion, et nous voilà donc tous réunis. Messeigneurs, pourquoi hésitez-vous donc ? Lorsque Dong Zhuo apprendra qu'une armée se lève à Shandong, il usera du pouvoir impérial pour occuper les positions stratégiques des deux Zhou desquels il pourra dépêcher des troupes vers l'est pour assurer sa mainmise sur l'Empire. Ses actions auront beau être immorales, elles suffisent à nous mettre en péril ! Il vient de bouter le feu au palais, a contraint l'Empereur à fuir la capitale, et mis l'Empire en état de choc. Le peuple ne sait plus à quel dirigeant se vouer. C'est le moment qu'ont choisi les Cieux pour le faire périr. Une seule bataille nous suffira pour sécuriser l'Empire. Nous ne pouvons pas gâcher cette occasion ! »
En conséquence, Cao Cao mène son armée vers l'ouest pour capturer Changgao. Zhang Miao le fait accompagner par Wei Zi et sa troupe. Une fois arrivé au fleuve Bian à Xingyang, Cao Cao affronte l'armée du général Xu Rong et subit une lourde défaite. Au cours de la bataille, Cao Cao reçoit une flèche dans l'épaule et son cheval est blessé. Son cousin Cao Hong lui offre son cheval pour qu'il puisse prendre la fuite à la faveur de la nuit. Xu Rong pense venir rapidement à bout de l'armée de Cao Cao, en infériorité numérique, mais est surpris par sa longue résistance et finit par battre en retraite.
Une fois arrivé à Suanzao, Cao Cao remarque que bien que la coalition réunisse plus de cent mille hommes, leurs dirigeants préfèrent passer leur temps à boire plutôt qu'à planifier leur avance. Cao Cao les sermonne et leur fait ce discours : « Messeigneurs, écoutez ma stratégie. Le seigneur Yuan Shao peut mener ses troupes établies à Henei pour attaquer Mengjin tandis que les autres dirigeants garderont Chenggao, et captureront Aocang, Huanyuan et Taigu. Nous contrôlerons ainsi tous les points stratégiques. Le général Yuan Shu pourra de son côté mener son armée de Nanying vers Dan et Xi afin de pouvoir traverser le défilé de Wu et ce faisant perturber les trois districts entourant la capitale. Il nous faudra prendre position derrière des murs élevés et des tranchées profondes, ne pas engager ouvertement l'ennemi, et user d'artifices pour induire le doute chez l'adversaire. C'est en montrant notre puissance à tout l'empire et en châtiant les rebelles de notre vertu que nous pouvons établir rapidement la paix. Nos hommes ont rejoint notre juste cause, mais en hésitant nous ne pouvons plus avancer et l'Empire perd alors tout espoir. Messeigneurs, j'ai honte pour vous ! ». Zhang Miao et les autres chefs de la coalition rejettent son plan.
L'armée de Cao Cao est faible. Il s'associe donc à Xiahou Dun pour se rendre à Yangzhou, afin de recruter des hommes. L'inspecteur de la région, Chen Wen, et le grand administrateur de Danyang leur offrent plus de quatre mille hommes. Lors d'un voyage à Longkang, la plupart des soldats se rebellent : selon le Livre du Wei, plusieurs d'entre eux mettent le feu à la tente de Cao Cao et il est forcé d'en occire une dizaine de son épée avant de les mettre en fuite. Il ne lui reste plus que cinq cents hommes. Une fois à Jiangping, dans le district de Zhi, il recrute à nouveau des troupes et ajoute plus d'un millier d'hommes à son armée, avant de se mettre en garnison à Henei.
Liu Dai et Qiao Mao s'entendent mal. Liu Dai finit par tuer Qiao Mao. De leur côté, Yuan Shao et Han Fu complotent pour établir Liu Yu, le gouverneur de Youzhou, en tant qu'empereur. Cao Cao s'y oppose : « Faire un changement aussi brusque avec l'Empire dans l'état qu'il est, qui pourrait le pacifier ? Messeigneurs, si vous, vous faites face au nord, pour ma part je me tourne vers l'ouest ». Yuan Shu entre alors en possession du sceau de jade impérial, et, assis à côté de Cao Cao, il nargue ce dernier en lui faisant tapoter le sceau sur son épaule. Cao Cao rit de dérision et garde de la rancune envers Yuan Shu. Selon le Livre du Wei, lors de cet épisode, Cao Cao aurait éclaté de rire en disant « Non, je ne t'écouterai pas ! ». Yuan Shu aurait insisté et envoyé quelqu'un pour persuader Cao Cao, en lui annonçant : « Le seigneur Yuan commande maintenant de nombreux hommes, ses deux fils sont adultes, et tous se rallient à son héroïsme. Qui donc le surpasse ? » Cao Cao ne répond pas, préférant ne pas sacrifier l'alliance en se querellant avec Yuan Shu.
Au printemps 191 (2e année de Chuping), Yuan Shao et Han Fu continuent à comploter pour faire monter Liu Yu sur le trône, mais ce dernier se rétracte, n'osant pas endosser un tel rôle. Au mois d'avril, Dong Zhuo se rend à Chang'an et, en juillet, Yuan Shao oblige Han Fu à le laisser prendre le contrôle de Jizhou.
Les bandits de Heishan, menés par Yu Du, Bai Rao et Sui Gu sont forts de cent mille hommes. Ils pillent les cantons de Wei et Dong. Wang Dong est incapable de leur résister et Cao Cao dirige bientôt ses troupes sur Dong, où il défait Bai Rao à Puyang. Yuan Shao recommande alors Cao Cao au rang de grand administrateur de Dong, le même poste que Cao Cao avait refusé naguère.
Au printemps 192 (3e année de Chuping), tandis que l'armée de Cao Cao est stationnée à Dunqiu, Yu Du et ses compagnons assiègent Wuyang (la capitale administrative de Dong, que dirige Cao Cao). Cao Cao, plutôt que d'aller à la rescousse de Wuyang, préfère faire marcher ses troupes vers l'ouest, à travers les collines, afin d'assiéger directement le campement de Yu Du. Selon le Livre du Wei, à ses généraux qui mettent sa stratégie en doute, il répond : « Si ces bandits apprennent que je suis parti vers l'ouest pour attaquer leur camp, ils devront lever le siège pour m'affronter et Wuyang se sera alors libérée toute seule. Et si d'aventure ils ne venaient pas, je pourrai raser leur campement logistique, et il leur sera alors probablement impossible de capturer Wuyang. » Lorsqu'il a vent des mouvements de Cao Cao, Yu Du lève le siège pour défendre son propre campement. Cao Cao assaille alors Sui Gu, puis Yufulo, le chef des Xiongnu du sud, à Neihuang et les bat à plate couture.
En mai 192, Lü Bu obtient le soutien du ministre Wang Yun, qui assassine Dong Zhuo, puis se fait tuer à son tour par les généraux de Dong Zhuo, Li Jue et Guo Si. Li Jue et ses compagnons assiègent ensuite Lü Bu, le battent et le forcent au repli à travers le défilé de Wu, et prennent le pouvoir à la Cour.

### Fin de la rébellion des Turbans Jaunes
Entre-temps, la révolte des Turbans Jaunes atteint son paroxysme et les rebelles se comptent par millions. Ils entrent dans la province du Yan, tuent Zheng Sui, le chancelier de Rencheng, puis envahissent Dongping. Liu Dai lance une attaque ouverte contre eux malgré une mise en garde de Bao Xin, et se fait tuer, laissant le Yan sans gouverneur. Selon l’Histoire du monde, c’est Chen Gong qui recommande Cao Cao comme nouveau gouverneur. Bao Xin, accompagné des mandarins du Yan se rendent dans le district de Dong pour offrir à Cao Cao la charge de gouverneur de Yan.
Cao Cao et Bao Xin s’unissent pour attaquer les Turbans Jaunes à l’est de Shouzhang, mais Bao Xin est tué lors d’une bataille. Cao Cao fait organiser des fouilles pour retrouver le corps mais sans succès. Il fait tailler une statue de bois à son effigie pour remplacer son corps lors des funérailles.
Selon le Livre du Wei, Cao Cao déploie un millier de cavaliers et de fantassins pour inspecter le champ de bataille, mais doit se battre dans des conditions défavorables et perd plusieurs centaines d’hommes. Il ne reste à Cao Cao que peu de vétérans, les nouvelles recrues étant inexpérimentées. Afin de maintenir la discipline, il participe en personne aux rondes, en armure et en heaume, et fait clairement comprendre les récompenses ou punitions que les soldats peuvent espérer tirer de leur comportement.
Lors de l’hiver 192-193, l’armée de Cao Cao parvient à faire reculer les Turbans Jaunes jusqu’à Jibei. Cao Cao reçoit la reddition de 300 000 soldats, ainsi que celle de plus d’un million de femmes, enfants et vieillards. Il fusionne son armée avec celle des Turbans Jaunes vaincus pour former une troupe d’élite baptisée « l’armée de Qingzhou. »

### Escarmouches contre Yuan Shu
Des frictions apparaissent entre Yuan Shao et Yuan Shu. Ce dernier cherche du soutien auprès de Gongsun Zan, lequel envoie Liu Bei en garnison à Gaotang, Dan Jiang à Pingyuan et Tao Qian à Fagan afin de faire pression sur Yuan Shao. Cao Cao décide de s’allier à Yuan Shao, et défait les troupes de Gongsun Zan à chaque bataille.
Au printemps 193 (4e année de Chuping), Cao Cao stationne ses troupes à Juancheng. Liu Biao, alors gouverneur de la province de Jing, coupe l’approvisionnement de Yuan Shu et ce dernier envoie son armée à Chenliu pour la mettre en garnison à Fengqiu où les bandits de Heishan et de Yufuluo l’attaquent. Yuan Shu envoie le général Liu Xiang à Kuangting, et Cao Cao attaque ce dernier, obligeant Yuan Shu à lui venir en aide. Yuan Shu subit une défaite sévère et doit se replier pour défendre Fengqiu. Cao Cao commence le siège de cette dernière et, avant que les préparations du siège ne soient complètes, Yuan Shu s’enfuit vers Xiangyi, poursuivi par Cao Cao, qui fait détourner les eaux du fleuve Qu'pour inonder Xiangyi. Yuan Shu s’enfuit vers Ningling, mais est encore pris en chasse par Cao Cao et doit poursuivre vers Jiujiang. Lors de l’été 193, Cao Cao replie ses troupes sur Dingtao.

### La mort de Cao Song
À Xiapei, Que Xuan assemble quelques milliers de partisans et se proclame empereur. Tao Qian, alors gouverneur du Xu, lève une armée pour lui assurer son soutien. Il capture les villes de Hua et Fei de la préfecture de Taishan avant de piller Rencheng. Lors de l’automne 193, Cao Cao attaque Tao Qian et capture plus d’une dizaine de villes, mais sans parvenir à déloger ce dernier.
Au printemps 194 (1re année de Xingping), Cao Cao se rend en personne à Xu. En effet, son père Cao Song avait été assassiné par Tao Qian à l’époque de la lutte contre Dong Zhuo, et Cao Cao avait juré vengeance :
- selon l'Histoire du monde, Cao Song, alors dans le district de Hua comptait retourner à son village natal et Cao Cao avait demandé à Ling Shao, le grand administrateur de Taishan, d’escorter Cao Song à travers le Yan, mais ce dernier n’en fit rien. Tao Qian envoya alors quelques milliers de cavaliers et Cao Song, croyant qu’il s’agissait de l’escorte de Ling Shao, ne prépara aucune défense. Lorsque les soldats de Tao Qian arrivèrent, ils tuèrent Cao De, le petit frère de Cao Cao. Cao Song tenta de s’enfuir à cheval, mais sa concubine – fort grosse selon la chronique – lui bloqua le passage. Cao Song tente alors de fuir par les toilettes mais est rattrapé et assassiné avec sa concubine et sa famille. Ling Shao, terrorisé de devoir subir la vengeance de Cao Cao pour son manquement à ses obligations, abandonna son poste et se réfugia auprès de Yuan Shao. Plus tard, quand Cao Cao arriva pour prendre le contrôle de la province de Ji, Ling Shao sera déjà mort ;
- selon les Chroniques du Wu de Wei Yao[20], Cao Song possédait avec son escorte de nombreux biens. Tao Qian envoya son officier Zhang Kai avec deux cents cavaliers pour protéger Cao Song, mais ce dernier préfère tuer Cao Song pour prendre ses possessions et déserter. Cao Cao estima que Tao Qian était le responsable et monta une expédition contre lui.

Lors de l'été 194, Cao Cao déploie Xun Yu et Cheng Yu pour garder Juancheng, puis envoie une nouvelle expédition contre Tao Qian, capturant cinq villes fortifiées et pousse son armée jusqu'à la mer de Chine orientale. Il marche sur Tan, et Tao Qian envoie Cao Bao et Liu Bei à l'est pour faire pression. Cao Cao attaque ces derniers et les défait, puis capture Xiangben. Ses troupes dévastent tout sur leur passage et font de nombreuses victimes.

### Lutte contre Lü Bu

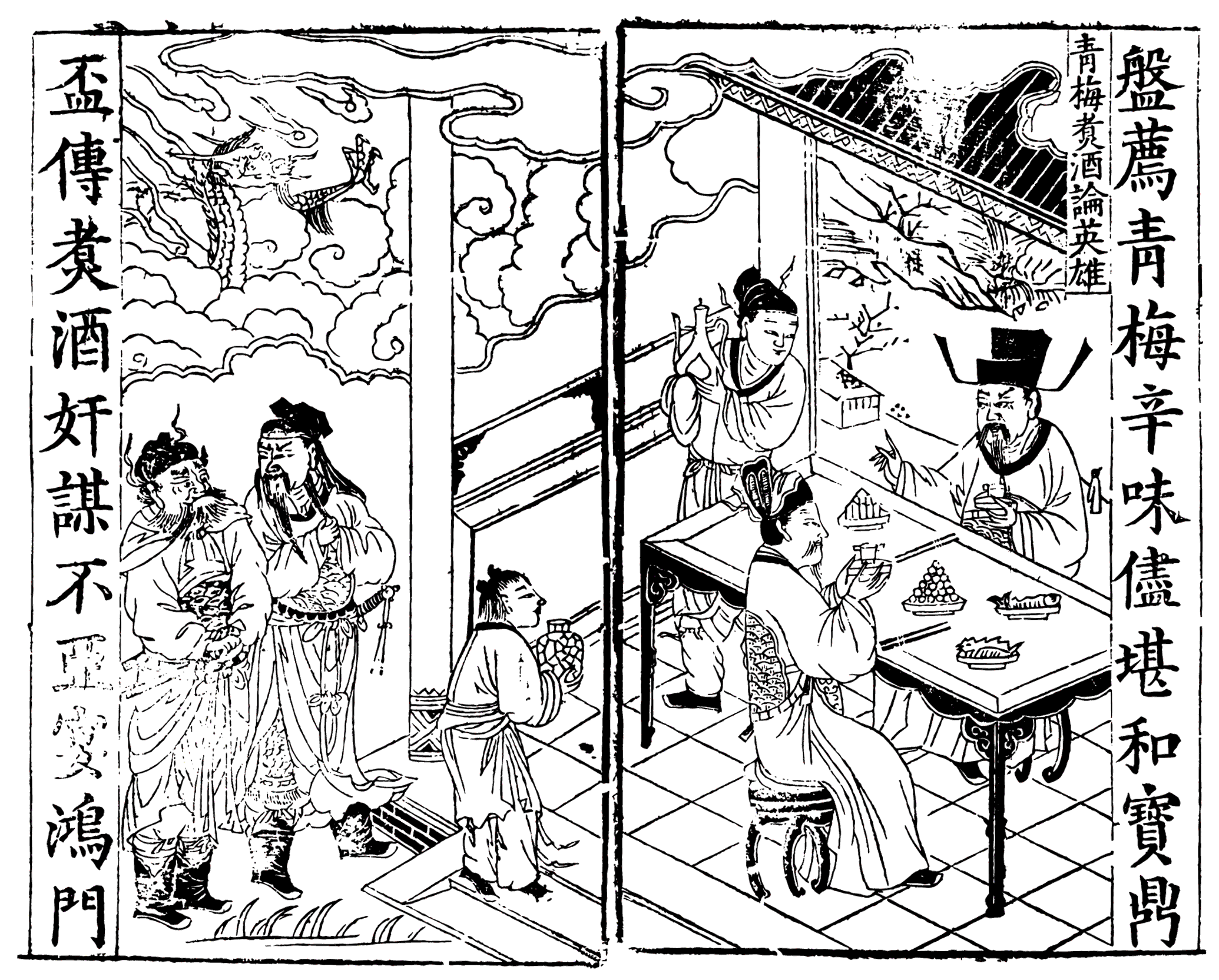
Une illustration du chapitre 21 du roman Les Trois Royaumes : En chauffant du vin, Cao Cao discute des héros.
Cao Cao (à l'extrême droite) proclame à Liu Bei : « Dans tout l'Empire, il n'y a d'autre véritable héros que vous et moi. ». Liu Bei lâche ses baguettes de surprise, croyant que Cao Cao a deviné ses ambitions politiques et son implication dans le complot de Dong Cheng.

Entre-temps, Chen Gong trahit Cao Cao et s'unit à Lü Bu. Plusieurs districts se joignent à eux. Xun Yu et Cheng Yu défendent Juancheng, Fan et Dong'e. Cao Cao doit abandonner sa campagne contre Tao Qian pour défendre ses terres. Lü Bu tente d'assiéger Juancheng sans succès et s'établit à Puyang. Cao Cao aurait dit : « En l'espace d'une journée, Lü Bu a conquis toute une province, mais il n'a ni occupé Dongping, ni coupé la route entre le Kangfu et le Taishan qui sont les points stratégiques pouvant me mettre en danger. En préférant se poster à Puyang, il me montre son incompétence. » Il mène son armée en conséquence pour l’attaquer. Lü Bu lui envoie sa cavalerie et parvient à disperser les troupes de Cao Cao. Lors de la confusion, Cao Cao tombe de cheval et se brûle la paume gauche dans un incendie. Il est sauvé par Sima Lou qui le prend sur son cheval. Selon les Annales de l’empereur Xiandi de Yuan Wei, Cao Cao assiège Puyang, et le clan Tian qui dirige la cité lui offre sa reddition et le laisse entrer. Cao Cao met le feu aux portes de la ville pour montrer sa détermination à ne pas faire demi-tour. Son armée est alors attaquée par Lü Bu et vaincue. Cao Cao est interpellé par des soldats de Lü Bu qui ignorent son identité : « Où est Cao Cao ? ». Cao Cao leur répond : « C’est cette personne là-bas, sur le cheval jaune. » Les hommes de Lü Bu se mettent alors en chassent de l’homme au cheval jaune, laissant Cao Cao fuir à travers les portes de la ville en feu.
Les généraux de Cao Cao, ayant perdu de vue ce dernier au cours de la fuite de leur armée, s’inquiètent. Lorsqu’il rejoint les restes de son armée dispersée, Cao Cao sonne lui-même la levée des troupes pour montrer à tous qu’il est bien en vie, et donne l’ordre de construire rapidement des armes de sièges. Son armée affronte celle de Lü Bu durant plus de cent jours. Cette année-là, une grande famine avait eu lieu en raison d’une invasion de sauterelle, et Lü Bu se trouve bientôt sans provisions, ni fourrage pour ses chevaux. Les deux armées doivent alors se replier.
En octobre 194, Cao Cao rentre à Juancheng. Lü Bu se replie sur Chengshi mais est défait par Li Jin et doit fuir vers l’est et s’établir à Shanyang. Yuan Shao envoie un émissaire auprès de Cao Cao pour proposer une alliance, et ce dernier, qui venait de perdre le Yan et à bout de provisions, pense accepter. Cependant Cheng Yu s’y oppose et Cao Cao suit ses conseils. En novembre 194, Cao Cao se rend à Deng’e.
Cette année, en raison de l’invasion de sauterelles, le prix d’un hu de millet (environ cent litres) atteint plus d’un demi million d'unités monétaires de l'époque, et le cannibalisme apparaît. Cao Cao doit arrêter le recrutement de nouveaux soldats. Tao Qian meurt sans que Cao Cao ait pu venger la mort de son père, et Liu Bei le remplace à son poste de gouverneur du Xu.
Au printemps 195 (2e année de Xingping), Cao Cao attaque Dingtao. En été, Xue Lan et Li Feng, deux généraux de Lü Bu, occupent Juye. Cao Cao assiège cette dernière et Lü Bu vient pour renforcer Xue Lan mais ces derniers sont battus et Lü Bu doit fuir. Cao Cao fait exécuter Xue Lan et Lü Bu retourne à Dongmin avec Chen Gong pour lever une armée de plus de dix mille hommes. Cao Cao ayant une armée très faible en nombre, il décide de tendre une embuscade : selon le Livre du Wei, la plupart de l’armée de Cao Cao part en quête de nourriture et il lui reste moins de mille hommes. Il décide d’employer des femmes pour garder le camp, lequel est à l’ouest d’une digue et au sud d’une grande forêt. Lü Bu n’envisage pas que Cao Cao puisse lui monter une embuscade et ses conseillers le mettent en garde : « Cao Cao est particulièrement fourbe, prenez garde à ne pas entrer dans ses guets-apens. » Il campe son armée plus de dix li au sud (environ 5 km). Le lendemain, alors qu’il manœuvre, Cao Cao, qui avait ses troupes cachées dans la digue, envoie la moitié hors de celles-ci pour appâter Lü Bu. Ce dernier presse son avancée et donne l’ordre d’attaquer. Lorsqu’il joint le combat, Cao Cao envoie la deuxième moitié de son armée hors de sa cachette et inflige une sévère défaite à Lü Bu, capture son tambour et le poursuit jusqu’à son camp avant de se replier.
Cao Cao capture alors Dingtao, puis disperse ses troupes pour pacifier les districts environnants. Lü Bu se rallie à Liu Bei et Zhang Liao le rejoint, envoyant son jeune frère Zhang Chao pour défendre Yongqiu. En octobre 195, Cao Cao assiège Yongqiu. En novembre de la même année, l’empereur nomme Cao Cao protecteur du Yan (兗州牧, Yǎnzhōu mù). Entre janvier et février, Yongqiu tombe, Zhang Chao se suicide, et le clan Zhang de la ville est exterminé sur trois générations. Cao Cao pacifie le Yan puis attaque le Chen à l’est.
Cette année-là, des troubles agitent Chang’an et l’empereur doit fuir vers l’est. Son escorte est vaincue à Caoyang et il doit traverser le fleuve Jaune pour se réfugier à Anyi.
Au printemps 196 (1re année de Jian’an), Cao Cao arrive à Wuping, et Yuan Si, qui avait été affecté là par Yuan Shu en tant que gouverneur, se rend. Cao Cao se prépare à accueillir l’empereur, mais certains de ses généraux ont des réserves. Conseillé par Xun Yu et Cheng Yu, il envoie Cao Hong à l’ouest pour escorter l’empereur, mais Dong Cheng ainsi que Chang Nu, un général de Yuan Shu, l’empêchent d’avancer.
Entre-temps, une nouvelle rébellion des Turbans Jaunes se prépare, menée par He Yi, Liu Bi, Huang Shao, et He Man, chacun menant plusieurs dizaines de milliers d’hommes. Entre mars et avril 196, Cao Cao lève une armée pour les mater, fait exécuter Liu Pi et Huang Shao, et reçoit la soumission de He Yi. L’empereur nomme Cao Cao « général qui établit la vertu » (建德將軍, jiàn dé jiānjūn). Vers juillet-août 196, sa charge est amendée en « général qui garde l’Est » (鎮東將軍, zhèn dōng jiānjūn) et l’empereur lui octroie le titre de marquis de Feiting (費亭侯, Fèitíng hóu). Vers août-septembre, Yang Feng et Han Xian escortent l’empereur à Luoyang. Yang Feng se poste en garnison à Liang, et Cao Cao se rend à Luoyang pour sécuriser la capitale, forçant Han Xian à fuir. L’empereur transmet à Cao Cao la hache cérémonielle et lui confère la charge d’intendant des maîtres des écrits (錄尚書事, lù shàngshū shì). Selon les Annales de l’empereur Xiandi, Cao Cao reçoit également le titre de colonel des serviteurs (隸校尉, lì jiào wèi). En raison des guerres, Luoyang est en ruines et Dong Zhao recommande à Cao Cao de transférer la capitale à Xu. En septembre, le cortège impérial voyage à l’est et traverse le col de Huanyuan. Cao Cao est nommé général en chef (大將軍, dàjiānjūn) et fait marquis de Wuping (武平侯, Wǔpíng hóu). Selon les Annales des Han, Wang Li, le conseiller de l’empereur, répète plusieurs fois à ce dernier : « Le mandat céleste évolue et les cinq éléments sont rarement fixes. De même que du feu naît la terre, des Han naîtra le Wei. Le clan Cao a les capacités de pacifier l’empire. Il n’y a rien d’autre à faire que de lui donner le contrôle ». Cao Cao, mit au courant de ces paroles, envoie un message à Wang Li disant : « Je vous sais probe et loyal à l’Empire, mais les véritables voies célestes sont profondes et lointaines. J’espère que vous ne direz plus mot à ce sujet. »
Alors que l’empereur part vers l’est, Yang Feng pense monter une embuscade pour le capturer mais échoue. En novembre, Cao Cao mène une compagne contre Yang Feng qui doit se réfugier au sud auprès de Yuan Shu. Cao Cao assiège et capture Liang. Yuan Shao reçoit le titre de grand commandant (太尉 tài wèi) mais celui-ci se sent insulté à l’idée de devenir le subordonné de Cao Cao, refuse le poste, et Cao Cao abandonne son rang de général en chef pour l’offrir à Yuan Shao. L’empereur lui offre en échange les postes de ministre du travail (司空, sī kōng) et de général des chariots et de la cavalerie (車騎將軍, chē qí jiāngjūn). Cette année, sur les conseils de Zao Zhi et de Han Hao, il institue la politique des colonies agraires dite tuntian.
Lü Bu attaque ensuite Liu Bei et capture Xiapei. Liu Bei se réfugie auprès de Cao Cao et Cheng Yu lui aurait dit : « Liu Bei a les talents d’un héros et capture les cœurs des gens. Il ne suivra pas vos ordres éternellement et il vaudrait mieux disposer de lui au plus vite. » Cao Cao aurait répondu : « Nous vivons une époque où nous avons besoin de recruter des héros. En tuer un nous ferait perdre les cœurs de l’empire. Je ne peux pas. »
À la mort de Zhang Ji, son neveu Zhang Xiu prend le contrôle de son armée. Au printemps 197, Cao Cao arrive à Wan. Zhang Xiu se soumet dans un premier temps, puis se rebelle à nouveau, furieux que Cao Cao ait choisi sa tante, Zhou Ji, comme concubine. Cao Cao l’affronte, mais son armée se fait battre. Il est lui-même atteint par une flèche, et son fils aîné Cao Ang et son neveu Cao Anmin sont tués, ainsi que son garde du corps Dian Wei. Selon le Livre du Wei, Cao Cao et son cheval, nommé Jue Ying, sont touchés par des flèches, blessant Cao Cao au bras droit et son cheval à la joue et aux pattes. Selon l’Histoire du Monde, Cao Ang, son fils aîné, ne savait pas monter à cheval et prêta son cheval à Cao Cao. Ne pouvant plus s’enfuir, il trouva la mort au cours de la bataille.
Cao Cao replie ses troupes à Wuyin, et tandis que Zhang Xiu préparait une expédition, Cao Cao l’attaque et lui inflige une défaite, forçant Zhang Xiu à s’enfuir à Rang auprès de Liu Biao. Cao Cao dit alors à ses généraux : « J’ai accepté la reddition de Zhang Xiu mais je n’ai pas immédiatement pris des otages. Je comprends les causes de ma défaite. Soyez tous témoin qu’à partir d’aujourd’hui je ne serai plus jamais vaincu. » Il retourne alors à Xu.
Entre-temps, Yuan Shu pense se déclarer empereur et envoie un émissaire en informer Lü Bu, qui rapporte le fait à la Cour impériale. Furieux, Yuan Shu assiège Lü Bu mais se fait battre par ce dernier. En automne 197, Yuan Shu envahit Chen, et Cao Cao envoie ses troupes pour l’attaquer. Ayant vent de son approche, Yuan Shu se retire pour traverser le Huai, en laissant ses généraux Qiao Rui, Li Feng, Liang Gang et Yue Jiu assurer sa retraite. Cao Cao bat ces derniers et les fait exécuter avant de retourner à Xu. Les districts de Nanyang et Zhangling se soulèvent sous la bannière de Zhang Xiu et Cao Cao envoie Cao Hong pour les mater, mais ce dernier est battu. Cao Hong doit se retirer à Ye où il est harcelé en permanence par les armées de Zhang Xiu et Liu Biao. En novembre, Cao Cao fait campagne au sud à Wan et attaque Huyang, alors occupée par Deng Ji, un général de Liu Biao. Cao Cao capture Deng Ji et occupe Huyang, puis assiège et occupe Wuyin.
En février 198 (3e année de Jian’an), Cao Cao se replie sur Xu et institue pour la première fois la charge de responsable des sacrifices militaires (軍師祭酒, jūn shī jì jiǔ). En mai, il encercle Zhang Xiu à Rang. En juillet, Liu Biao envoie des renforts à Zhang Xiu et coupe la retraite des troupes de Cao Cao. Selon les Annales de l’empereur Xiandi, Cao Cao est averti par Yuan Shao d’un complot de Tian Feng visant l’empereur et décide de rentrer à la capitale. Il est pris en chasse par les troupes de Zhang Xiu et ses troupes ne peuvent pas manœuvrer efficacement. Arrivé à Anzhong, il se rend compte que les points stratégiques sont tenus par Zhang Xiu et Liu Biao et son armée est prise en tenaille. À la faveur de la nuit, il fait creuser un tunnel dans les cols et y fait passer ses fournitures militaires tandis qu’il prépare ses soldats pour une embuscade. Le lendemain, les troupes de Zhang Xiu et de Liu Biao pensent que Cao Cao s’est enfui et lui donnent chasse mais tombent dans l’embuscade de ce dernier.
Lü Bu se joint à nouveau à Yuan Shu et envoie Gao Shun pour assiéger Liu Bei. Cao Cao envoie Xiahou Dun pour venir en aide à Liu Bei, mais les efforts de ce dernier sont infructueux et Liu Bei est battu par Gao Shun. En octobre-novembre, Cao Cao dirige son armée à l’est pour affronter Lü Bu et en octobre pille Pencheng et capture son gouverneur, Hou Xie. Il se rend alors à Xiapei et Lü Bu en personne et sa cavalerie l’affrontent. L’armée de Cao Cao le défait complètement, et lors de la bataille capture le général Cheng Lian. Les troupes de Cao Cao s’introduisent dans la ville et Lü Bu panique et pense se rendre, mais Chen Gong et ses autres conseillers s’y opposent, conseillant de continuer le combat et de demander des renforts à Yuan Shu. Lü Bu est à nouveau battu et bat en retraite. Entre-temps, les soldats de Cao Cao, fatigués, pensent eux aussi battre en retraite. Pour finir la bataille au vite, sur les conseils de Xun Yu et Guo Jia, Cao Cao décide de détourner le cours des fleuves Si et Xin pour inonder la ville. Plus tard, ce même mois, les généraux Song Xian et Wei Xu trahissent Lü Bu et offrent la ville à Cao Cao. Lü Bu et Cheng Gong sont capturés et exécutés. Zang Ba, Sun Guan, Wu Guo, Yin Li, Chang Xi de Taishan, qui avaient offerts leurs services à Lü Bu lorsque ce dernier avait battu Liu Bei, sont traités généreusement par Cao Cao qui leur offre des postes dans son gouvernement. Cao Cao capture également Bi Chen : celui-ci était autrefois au service de Cao Cao à l’époque où il était gouverneur du Yan mais l’avait quitté pour rejoindre Zhang Liao, ce dernier ayant pris sa mère et sa famille en otage. Plutôt que de l’exécuter pour sa trahison, Cao Cao annonce : « Celui qui montre de la piété filiale sera également loyal à son souverain. Voilà le genre de personne que je recherche ! » et le nomme gouverneur du Lu. Cao Cao redessine les frontières des districts de Langya, Donghai et Beihai pour former les nouveaux districts de Chengyang, Licheng et Changlu.

### Lutte contre le clan Yuan

#### Premières escarmouches contre Yuan Shao
En mars-avril 199 (4e année de Jian’an), Cao Cao replie son armée sur Changyi, puis entre mai et juin ordonne à Cao Ren et Shi Huan de traverser le fleuve Jaune et d’attaquer Gui Gu, qui venait de rejoindre Yuan Shao et s’était posté en garnison à Shequan. Gui Gu laisse Xue Hong et Miao Shang diriger Shequan pendant qu’il part au nord chercher de l’aide auprès de Yuan Shao, mais il rencontre les troupes de Cao Ren et Shi Huan à Quancheng et est tué au cours de la bataille qui s’ensuit. Cao Cao et son armée traversent alors le fleuve Jaune pour assiéger Shequan. Xue Hong et Miu Shang se rendent et Cao Cao leur offre le titre de marquis puis se replie sur Aocang et nomme Wei Zhong grand administrateur de Henei (河內太守, Hénèi tàishǒu) et lui donne le contrôle des terres au nord du fleuve He.
À cette époque, Yuan Shao avait absorbé les territoires de Gongsun Zan, dirigeait quatre provinces, et se préparait à attaquer Xu. Aux généraux qui pensent ne pas pouvoir se mesurer à lui, Cao Cao aurait dit : « Je connais bien la façon d’agir de Yuan Shao : il a une forte volonté, mais peu de discernement, son apparence est sévère, mais son courage est mince, il a de l’ambition mais peu de prestige. Ses soldats sont nombreux mais sa stratégie n’est pas établie. Ses généraux sont fiers mais leur commandement n’est pas uni. Son territoire est vaste et ses ressources abondantes, ce qui fait de lui une cible rêvée pour moi. »
En septembre, Cao Cao déploie ses troupes vers Liyang, ordonne à Zhang Ba d’avancer vers Qingzhou pour assiéger Qi, Beihai et Dongan, et laisse Yu Jin garder le fleuve Jaune. Au mois de septembre, il revient à Xu et prépare des troupes pour sécuriser Guandu. En décembre, Zhang Xiu fait sa soumission et Cao Cao le nomme marquis. En janvier 200, Cao Cao se rend avec son armée à Guandu.
Depuis sa défaite à Chen, Yuan Shu tombe malade et Yuan Tan est envoyé à ses côtés depuis le Qing pour l'assister. Yuan Shu pense se rendre au nord pour traverser Xiapi. Cao Cao envoie Liu Bei et Zhu Ling pour le capturer, mais Yuan Shu meurt de maladie. Lorsque Cheng Yu et Guo Jia apprennent que Cao Cao a envoyé Liu Bei, ils le mettent en garde : « Liu Bei ne doit pas être libre de ses gestes ! » Ayant changé d'avis, Cao Cao envoie des hommes pour lui donner chasse, mais ceux-ci ne parviennent pas à le rattraper : Liu Bei s'est entendu avec Dong Cheng pour s'émanciper de Cao Cao. Une fois à Xiapi, il tue Che Zhou, l'inspecteur de Xuzhou, et poste son armée en garnison à Pei. Cao Cao envoie Liu Dai et Wang Zhong pour l'attaquer, mais sans succès. Entre-temps Liu Xun, le grand administrateur de Lujiang, fait sa soumission à Cao Cao et reçoit le titre de marquis.

#### La bataille de Guandu

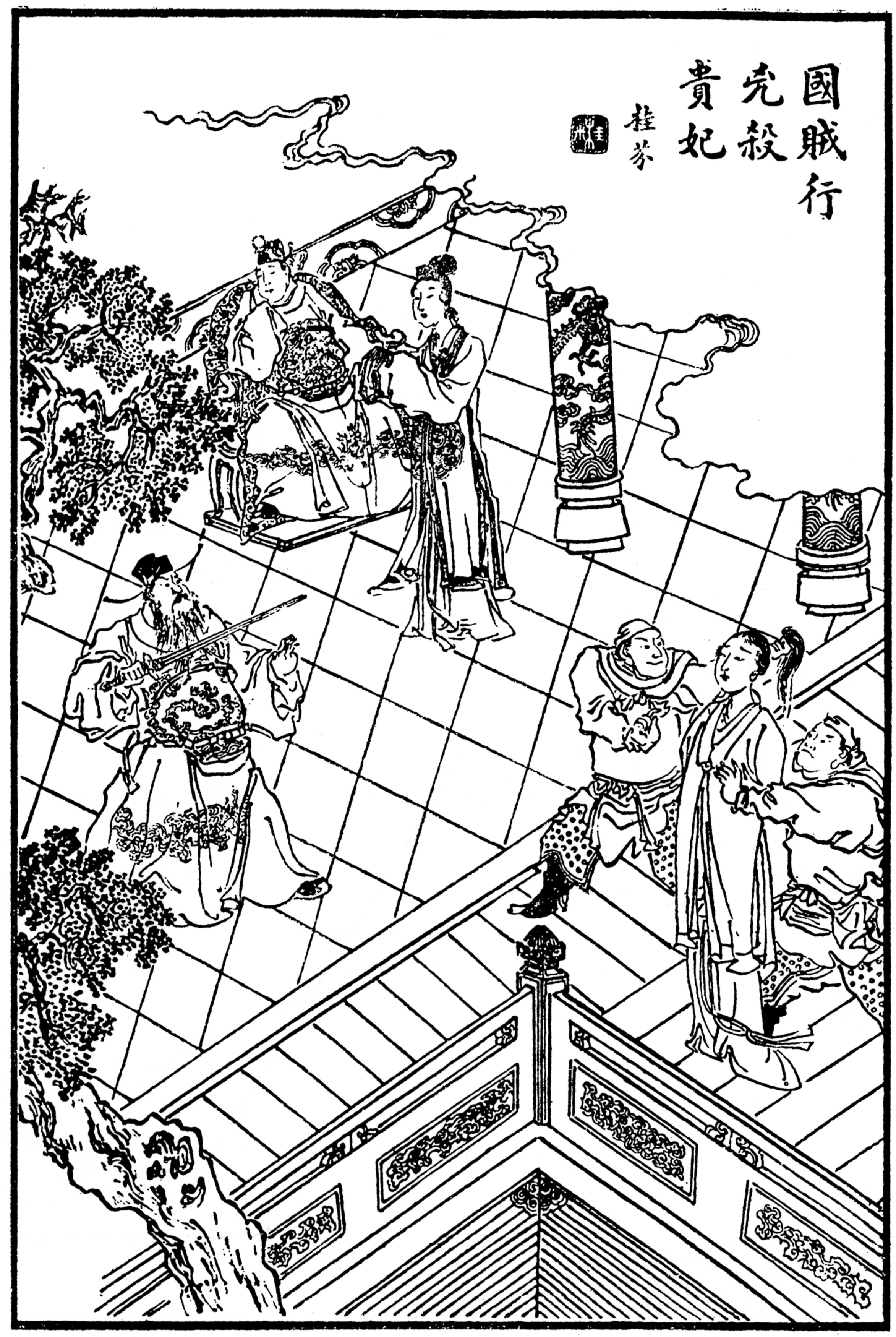
Illustration du chapitre 24 du roman Les Trois Royaumes : Cao Cao (à gauche) ordonne la mise à mort par étranglement de l'épouse impériale Dong (à droite), malgré les suppliques de l'empereur Xiandi et de l'impératrice Fu (en haut), en représailles du complot de son frère, Dong Cheng.

En février 200 (5e année de Jian'an), un complot de Dong Cheng pour assassiner Cao Cao est révélé et tous les conjurateurs sont exécutés. Cao Cao se prépare à attaquer Liu Bei, mais ses généraux le mettent en garde contre la menace que représente Yuan Shao. Cao Cao leur aurait répondu : « Liu Bei est un héros parmi les hommes. Si je ne le frappe pas maintenant, il me causera sûrement du souci à l'avenir. Il est vrai que Yuan Shao a de grandes ambitions, mais il est lent à saisir les opportunités, et ne m'attaquera pas. » Guo Jia soutient son opinion et Cao Cao parvient à infliger une défaite à Liu Bei, et à capturer un de ses généraux, Xiahou Bo. Liu Bei se réfugie auprès de Yuan Shao et Cao Cao capture ses femmes. Liu Bei envoie Guan Yu pour garder Xiapi, mais ce dernier, assiégé par Cao Cao, doit se rendre. Chang Xi se soulève à son tour en soutien à Liu Bei mais est lui aussi vaincu par Cao Cao. Cao Cao revient alors à Guandu pour affronter Yuan Shao, mais ce dernier ne se manifeste alors pas.
En mars, Yuan Shao envoie Guo Tu, Chunyu Qiong et Yan Liang assiéger Liu Yan à Baima, et part pour Liyang où il se prépare à traverser le Fleuve Jaune. En avril, Cao Cao envoie des renforts à Liu Yan, et, sur les conseils de Xun You, fait mine d’aller à Yanjin pour traverser le Fleuve Jaune, comme pour prendre à revers l’armée de Yuan Shao. Ce dernier réagit en dirigeant ses troupes à l’ouest, mais Cao Cao se dirige en fait vers Baima, et envoie Zhang Liao et Guan Yu affronter Yan Liang. Ceux-ci le tuent et mettent son armée en déroute. Cao Cao défait alors le siège de Baima et en déménage les habitants à l’ouest du Fleuve Jaune.
Yuan Shao traverse à son tour le Fleuve Jaune pour poursuivre Cao Cao et arrive au sud de Yanjin. Les soldats de Cao Cao rapportent à celui-ci que l’armée de Yuan Shao est « trop nombreuse pour être comptée » et Cao Cao leur ordonne d’abandonner chevaux et selles. Les caravanes de rationnement de Baima sont alors renversées sur le chemin et les généraux de Cao Cao lui conseillent de vite les mettre à l’abri tandis que Xu You conseille plutôt d’en faire un appât pour les troupes adverses. Yuan Shao envoie Wen Chou et Liu Bei poursuivre Cao Cao et leur donne six cents cavaliers. Lorsque ceux-ci arrivent, les généraux conseillent à Cao Cao de prendre les chevaux et de s’enfuir, mais Cao Cao s’y refuse, et donne l’ordre d’attaquer au moment où les troupes ennemies ont mis pied à terre pour prendre possession des provisions et des chevaux abandonnés par Cao Cao. Les troupes de Cao Cao gagnent le combat et Wen Chou est tué dans la bataille. Cao Cao se replie alors sur Guandu, tandis qu'Yuan Shao part défendre Yangwu, et Guan Yu quitte Cao Cao pour rejoindre Liu Bei.
Au mois de septembre, Yuan Shao établit son camp en face de celui de Cao Cao, et fait construire des dunes sur dix li (5 km) d’est en ouest pour le renforcer. Cao Cao fait également construire des fortifications en réponse. Selon les Annales des dynasties Han et Jin, Xu You conseille à Yuan Shao de ne pas affronter Cao Cao directement mais de se contenter de le retenir avec une division et d’aller capturer l’empereur, mais Yuan Shao ne veut pas suivre son conseil.
Cao Cao a alors moins de dix mille soldats et un sur cinq étaient blessés, tandis que selon les Chroniques des origines, Yuan Shao a plus de cent mille hommes. Yuan Shao approche Guandu et commence à creuser des fortifications et des tranchées, imité par Cao Cao. Yuan Shao attaque les soldats de Cao Cao avec ses archers par-dessus les fortifications et ces derniers doivent se déplacer à travers le camp en se couvrant de leurs boucliers. En outre, Cao Cao souffre de problèmes de ravitaillement et écrit à Xun Yu en lui manifestant son intention de retourner à Xu. Dans sa réponse, Xun Yu lui conseille de continuer le combat.
Entre-temps, Sun Ce apprend que Cao Cao est occupé à combattre Yuan Shao et entreprend de monter une armée pour attaquer Xu, mais est assassiné avant de pouvoir mettre son plan à exécution. À Runan, sur la demande de Yuan Shao, Liu Pi, un ancien commandant des Turbans Jaunes, pille Xu. Yuan Shao envoie Liu Bei pour l’assister tandis que Cao Cao envoie Cao Ren pour attaquer Liu Pi. Liu Bei s’enfuit et Cao Ren détruit le campement de Liu Pi.
Yuan Shao fait transporter à son camp plusieurs milliers de wagons de ravitaillement. Cao Cao, sur une idée de Xun You, envoie Xu Huang et Shi Huan pour intercepter la caravane et en brûler tous les wagons. En octobre, Yuan Shao fait escorter ses chariots de ravitaillement par plus de dix mille hommes, placés sous les ordres de Chunyu Qiong et cinq autres généraux, pour les entreposer dans une réserve à 20 km au nord. Entre-temps, Xu You, furieux de voir Yuan Shao faire peu cas de ses conseils, finit par le déserter, se placer sous les ordres de Cao Cao, et soumet à ce dernier l’idée d’attaquer Chunyu Qiong.
Selon la Biographie de Cao le Fourbe, lorsque Cao Cao apprend que Xu You vient le rejoindre, il va l’accueillir en personne et pieds nus. Xu You l’interroge :
«  Combien de provisions avez-vous ?
— De quoi tenir un an.
— Ce n’est pas vrai, répondez-moi à nouveau.
— De quoi tenir six mois.
— Manifestement vous ne désirez pas vaincre le maléfique clan Shao. Vous ne me dites pas la vérité.
— Je plaisantais, en réalité j’ai de quoi tenir un mois, mais puis-je faire autrement ?
— Seigneur, vous n’avez qu’une armée pour vous défendre, personne pour venir à votre secours, vos réserves de grain sont bientôt épuisées et votre situation est critique. Le clan Yuan repose sur les nombreux vivres qu’ils ont entreposés à Wuchao à Gushi et leur camp manque de discipline. Ils ne s’attendent pas à une attaque : vous devriez utiliser une troupe légère pour les attaquer et brûler leurs vivres. D’ici trois jours, le clan Yuan sera battu.  »
Cette scène est reprise de façon plus dramatisée dans le roman Les Trois Royaumes.
La plupart de ses subordonnés hésitent d’exécuter ce plan, mais Xun You et Jia Yi approuvent, et Cao Cao ordonne donc à Cao Hong de défendre le camp tandis qu’il part de nuit en personne avec cinq mille hommes et atteint l’entrepôt de Yuan Shao à l’aurore. Chunyu Qiong, en voyant l’armée de Cao Cao approcher, estime celle-ci faible et décide de l’attaquer en dehors des remparts. Mais son armée est désorganisée et c’est Cao Cao qui attaque le premier, forçant Chunyu Qiong à se replier. Cao Cao fait alors le siège de la réserve, mais Yuan Shao dépêche des cavaliers pour venir en aide à Chunyu Qiong. Quelques généraux de Cao Cao lui proposent de se concentrer sur ces cavaliers, mais Cao Cao leur annonce que l’objectif premier est le siège. Les hommes de Cao Cao, pris en tenaille, sont forcés de combattre avec l’énergie du désespoir, et finissent par envahir la réserve et battre Chunyu Qiong qui sera exécuté avec les autres généraux de Yuan Shao. La Biographie de Cao le Fourbe relate que bien que Cao Cao fait décapiter les officiers Sui Yuanjin, Han Juzi, Lü Weihuang et Zhao Rui, il se contente de faire couper le nez de Chunyu Qiong et lui laisse la vie sauve. Il fait tuer ensuite mille hommes, leur fait couper le nez, et fait trancher les lèvres et langues de tous les chevaux et les bœufs pour les exposer devant l’armée de Yuan Shao. Lorsqu’il interroge Chunyu Qiong, celui-ci lui dit : « Victoire ou défaite viennent du ciel, pourquoi se poser plus de questions ? » Cao Cao souhaite l’épargner, mais Xu You le met en garde : « Une fois que le jour sera levé et qu’il se verra dans la glace, il n’aura peut-être pas été bénéfique de l’épargner. » En conséquence Cao Cao le fait exécuter.
Lorsque Yuan Shao apprend le sort de Chunyu Qiong et de son ravitaillement, il décide de profiter de l’absence de Cao Cao pour attaquer son camp principal et envoie Zhang He et Gao Lan pour assiéger Cao Hong. Mais lorsque ceux-ci apprirent la défaite de Chunyu Qiong, ils se rendent. Yuan Shao et Yuan Tan battent en retraite et traversent le Fleuve Jaune. Cao Cao lui donne chasse sans succès, mais prend possession de toutes les affaires abandonnées par l’armée de Yuan Shao : bibliothèque, et trésors, et fait de nombreux prisonniers. Parmi les papiers capturés, se trouvent des documents prouvant que des officiers de Cao Cao avaient traité avec Yuan Shao. Cao Cao décide de les faire brûler sans punir quiconque. Selon les Annales du clan Wei, il donne cette justification : « J’ai subi la puissance de Yuan Shao et je ne pensais pas moi-même pouvoir m’en protéger, alors que dire de mes hommes ! »
Avec cette victoire, Cao Cao se rend maître de toute la province de Ji, mettant ainsi une bonne partie du nord de la Chine sous sa direction.

#### Mort de Yuan Shao

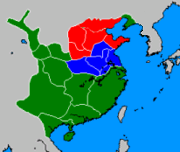
Territoires de Cao Cao (en bleu) et Yuan Shao (en rouge) avant la bataille de Guandu en 200. Dans les années suivantes, Cao Cao s'emparera de la quasi-totalité des territoires de Yuan Shao.

Malgré sa défaite à Guandu, Yuan Shao est encore actif. Vers mai-juin 201 (6e année de Jian'an), Cao Cao dirige une expédition du côté du Fleuve Jaune, attaque les troupes de Yuan Shao à Cangting et les défait. Il profite du retrait de Yuan Shao pour pacifier les districts en révolte puis en septembre, rentre à la capitale. Yuan Shao donne à Liu Bei la mission de piller Runan, accompagné du rebelle Gong Du. Cao Cao envoie Cai Yang pour s’opposer à Gong Du, mais cette expédition se solde par une défaite. Cao Cao monte alors une expédition contre Liu Bei, mais ce dernier, apprenant que Cao Cao en personne vient l’affronter, se réfugie auprès de Liu Biao tandis que l’armée de Gong Du se démantèle.
Vers février-mars 202 (7e année de Jian'an), Cao Cao se rend avec son armée à Qiao et fait émettre un décret :
« J’ai levé une armée vertueuse pour mater toute sédition dans l’Empire. Les habitants de mon pays natal ont tous péri. Il n’est personne que je puisse reconnaître quand je parcours l’Empire toute une journée, et cette pensée me plonge dans l’affliction. Depuis que j’ai levé ma vertueuse armée, à chaque fois qu’un officier ou simple soldat mourait sans laisser de descendance, j’ai toujours cherché des parents à qui je pouvais transmettre son héritage, ses terres et son bétail, et j’ai dépêché des tuteurs pour les éduquer. J’ai fait construire des temples à l’usage des vivants pour qu’ils puissent offrir des sacrifices en mémoire de leurs ancêtres. Car si vraiment les âmes existent, après ma mort, il n’est rien que je puisse regretter ! »
Il se dirige alors à Junyi pour faire réparer les canaux d’irrigation de Suiyang et organise un sacrifice en mémoire de Qiao Xuan. Il dépêche ensuite son armée en direction de Guandu.
Après sa dernière défaite, Yuan Shao tombe malade et vomit du sang. Il meurt au mois de juin et c’est son fils Yuan Shang qui lui succède. Yuan Tan se déclare général des Chariots et de la Cavalerie et se poste en garnison à Liyang. Au mois de septembre, Cao Cao dirige en personne une expédition contre eux et les bat à plusieurs reprises si bien qu'Yuan Shang et Yuan Tan doivent battre en retraite.

#### Lutte contre Yuan Tan et Yuan Shang
En avril 203 (8e année de Jian’an), Cao Cao fait assiéger de nombreuses villes aux alentours de Liyang, et défait Yuan Tan et Yuan Shang qui doivent fuir à faveur de la nuit. Au mois de mai, il avance sur le district de Ye (aujourd’hui dans la province de Henan) puis au mois juin retourne à la capitale, confiant la ville de Liyang à Jia Xu.
Le 22 juin 203 (jour du jiyou), Cao Cao émet un décret par lequel tout général ayant perdu une campagne sera jugé, relevé de ses fonctions et privé de ses titres de noblesse héréditaires : « J’ai récompensé les réussites sans punir les échecs, or ceci est contraire aux us du pays ! » Selon le Livre du Wei, il émet un nouveau décret le 3 juillet (jour du gengshen) répondant à des critiques selon lesquels des officiers talentueux n’avaient pas reçu de poste de responsabilité : « De même que je ne peux récompenser un soldat qui ne se bat pas, je ne puis accorder de poste de responsabilité à des officiers qui n’ont pas éprouvé leurs capacités. C’est sur le mérite que doivent se distribuer les récompenses. »
En septembre, il émet un nouveau décret imposant l’étude de littérature afin d’éduquer les habitants. Des professeurs sont envoyés dans les villes de plus de cinq cents habitants pour trouver des nouveaux talents et les instruire.

#### Alliance temporaire avec Yuan Tan
En octobre, Cao Cao attaque Liu Biao et met son armée en garnison à Xiping. Alors qu’il mène son expédition au sud, les frères Yuan Tan et Yuan Shang se disputent la direction de la province de Ji. Yuan Tan doit battre en retraite à Pingyuan et Yuan Shang monte un siège. En désespoir de cause, Yuan Tan envoie Xin Pi auprès de Cao Cao pour faire sa soumission en espérant que celui-ci vienne à son aide. Conseillé par Xun You, Cao Cao accepte cette reddition et abandonne en conséquence sa campagne contre Liu Biao. Selon le Livre du Wei, il justifie cette décision par le fait que d’une part Liu Biao n’a jamais pu saisir les opportunités de l’attaquer quand il fallait et qu’il était toujours possible de mener campagne contre lui plus tard, et d'autre part qu’il était primordial de profiter de la discorde entre Yuan Shang et Yuan Tan et de se servir de Yuan Tan pour vaincre Yuan Shang. En octobre, en arrivant à Liyang, il prépare le mariage d’une de ses filles avec Yuan Tan. Apprenant que Cao Cao se dirigeait vers le nord, Yuan Shang abandonne le siège de Pingyuan et se réfugie à Ye. Les frères Lü Kuang et Lü Xiang de Dongping trahissent alors Yuan Shang, et s’établissent à Yangping puis se soumettent à Cao Cao qui offre à chacun le titre de marquis. Selon le Livre du Wei, une fois le siège défait, Yuan Tan envoie secrètement un sceau de général contrefait à Lü Kuang. Lü Kuang remet alors celui-ci à Cao Cao qui annonce : « Je connais bien les médiocres stratégies de Yuan Tan. Il aimerait que j’attaque Yuan Shang pour qu’il puisse entre-temps piller la population et monter une armée afin que lorsque Yuan Shang aura été battu, il ait à sa disposition une force avec laquelle il pourra profiter de mon état de faiblesse. Mais je bénéficierai également de la défaite de Yuan Shang : de quelle faiblesse pourra-t-il donc tirer avantage ? »
Vers février-mars 204 (9e année de Jian’an), Cao Cao traverse le Fleuve Jaune et fait détourner les eaux de la rivière Qi vers le barrage de Bai afin de faciliter la logistique et le ravitaillement. Vers mars-avril, Yuan Shang assiège à nouveau Yuan Tan, laissant la garde de Ye à Su You et Shen Pei. L’armée de Cao Cao avance sur la rivière Huan et attaque Ye avec une stratégie faisant intervenir des collines artificielles et la construction de tunnels. Entre mai et juin, Cao Cao confie à Cao Hong le siège de Ye pour attaquer Yin Kai, le chef de Wu’an, qui venait de s’établir à Maocheng, lieu duquel il pouvait contrôler le passage du ravitaillement venant de Shangdang. Cao Cao parvient à vaincre Yin Kai, puis attaque Handan, gardée par Ju Jiu, un général de Yuan Shang, et capture la ville. Han Fan, le protecteur de Yiyang, et Liang Qi, le chef de She, font également leur soumission et reçoivent en récompense le titre de marquis.
Vers juin-juillet, Cao Cao fait détruire les collines artificielles et les tunnels et fait construire un canal encerclant Ye pour détourner les eaux de la rivière Zhang et inonder la ville. La moitié des habitants meurent de la famine qui en résulte. Vers août-septembre, Yuan Shang revient pour assister Ye et les généraux de Cao Cao conseillent ce dernier d’éviter de l’affronter, car des soldats luttant pour eux-mêmes et leur ville natale sont redoutables. Cao Cao annonce : « Si Yuan Shang arrive par la voie principale, nous l’éviterons, mais s’il arrive par les collines à l’ouest, nous pourrons le capturer. » Yuan Shang arrive par les collines de l’ouest et fait stationner son armée sur les rives de la rivière Fu puis attaque Cao Cao de nuit pour tenter de briser le siège mais sans succès. Cao Cao met son armée en déroute et encercle son campement. Paniqué, Yuan Shang tente d’envoyer Chen Ling et Yin Kui, l’inspecteur du Yu, afin de se soumettre, mais Cao Cao refuse sa reddition. Yuan Shang tente de fuir à la faveur de la nuit pour se réfugier dans les collines de Qi, mais Cao Cao le rattrape et l’attaque. Avant le début de la bataille, les généraux Ma Yan et Zhang Yi se rendent. Yuan Shang subit une défaite écrasante et part se réfugier à Zhongshan en laissant toutes ses possessions sur place, y compris son sceau et sa hache de cérémonie. Cao Cao fait exposer les soldats capturés à leurs familles à Ye afin d’accentuer le désespoir des assiégés. Vers septembre-octobre, Shen Rong, un neveu de Shen Pei, fait ouvrir la porte est pour que l’armée de Cao Cao puisse s’introduire dans la ville. Shen Pei tente d’affronter cette dernière mais se fait capturer et exécuter. Cao Cao prend le contrôle de Ye, puis offre un sacrifice sur la tombe de Yuan Shao en pleurant, présente ses condoléances à sa veuve, rend à la famille Yuan toutes leurs possessions et leur fait don de soieries, et de vivres.
En octobre, Cao Cao fait émettre un décret exonérant d’impôt les habitants du Hebei, durement touchés par la guerre, et fait décréter de nouvelles lois populaires limitant sévèrement le pouvoir des dirigeants locaux. L’empereur nomme Cao Cao protecteur du Ji (冀州牧, Jìzhōu-mù), mais celui-ci refuse, préférant la province du Yan.

#### Mort de Yuan Tan
Alors que Cao Cao menait le siège de Ye, Yuan Tan avait capturé les villes de Ganling, Anping, Bohai et Hejian et lorsque Yuan Shang se réfugia à Zhongshan après sa défaite contre Cao Cao, Yuan Tan l’assiégea, le forçant à fuir à Gu’an. Cao Cao envoie une lettre à Yuan Tan dans laquelle il lui reproche d’avoir violé leur arrangement, et annule la proposition de mariage, puis dirige son armée pour attaquer Yuan Tan. Ce dernier abandonne Pingyuan pour défendre Nanpi, et en janvier 205, Cao Cao capture Pingyuan.
En février 205 (10e année de Jian’an), Cao Cao assiège Yuan Tan. Comme des paysans tentent de se dérober de la corvée de briser la glace en fuyant chez l’ennemi, Cao Cao leur interdit de se rendre. Le chef des fuyards revient pour se rendre, et Cao Cao lui dit : « Si je te laisse te rendre, je viole mon propre décret, et si je te tue je dois exécuter tous les fuyards. Pars loin te cacher et ne te fais pas capturer par les nôtres. » Les fuyards repartirent mais se firent à nouveau capturer. Cao Cao finit par défaire Yuan Tan, et le fait exécuter avec toute sa famille, se rendant maître de la province de Ji. Il offre par décret le pardon aux personnes ayant travaillé pour le clan Yuan, mais interdit toute vengeance personnelle ou l’organisation de funérailles extravagantes.

#### Lutte contre Yuan Shang et Yuan Xi
Ce même mois, Jiao Chu et Zhang Nan, deux généraux en chef de Yuan Xi, trahissent ce dernier et l’assiègent avec Yuan Shang. Yuan Xi et Yuan Shang fuient se réfugier auprès des Wuhuan des trois districts. Jiao Chu et Zhang Nan offrent la reddition de leurs districts à Cao Cao qui offre à chacun le titre de marquis.
Au mois de mai, Zhang Yan se soumet à son tour avec ses cent mille hommes à Cao Cao et reçoit également le titre de marquis. Zhao Du de Gu’an et Huo Nu assassinent l’inspecteur du You et le grand administrateur de Zhuojun tandis que les Wuhuan des trois districts assiègent le district de Xianyu à Guangping. En septembre, Cao Cao les attaque, fait exécuter Zhao Du et ses hommes, puis traverse le fleuve Lu pour aider Guangping, forçant les Wuhuan à fuir au-delà de la frontière.
En octobre, Cao Cao fait passer un décret visant à corriger les mœurs de la province de Ji, notamment l’éclatement familial, les luttes fratricides et parricides et l’inceste, puis en novembre se rend à Ye.
Tandis que Cao Cao affrontait les Wuhuan, Gao Gan, un neveu de Yuan Shao qui avait fait sa soumission à Cao Cao après la capture de Ye, se rebelle, capture le grand administrateur de Shangdang, et ordonne à ses soldats de sécuriser le col de Hu. Cao Cao envoie Yue Jin et Li Dian pour l’attaquer et Gao Gan doit battre en retraite et se réfugier à Huguan. En février 206 (11e année de Jian’an), Cao Cao dirige une campagne contre Gao Gan. Ce dernier, apprenant qu’un expédition est lancée contre lui, confie la ville à ses généraux et part demander de l’aide au Chanyu des Huns (Xiongnu) mais celui-ci refuse. Cao Cao assiège Huguan durant trois mois et la capture, forçant Gao Gan à fuir dans la province de Jing où Wang Yan, le commandant en chef de Shangluo, l’arrête et le fait exécuter.
Vers septembre-octobre, Cao Cao part à l’est en campagne contre le pirate Guan Cheng. Une fois à Chunyu, il confie l’attaque à Le Jin et Li Dian, forçant Guan Cheng à se réfugier sur une île. Cao Cao ôte à Donghai les trois districts de Rangben, Tan et Qi, qu’il ajoute à Langya, puis réduit la taille du district de Changlü.

#### Lutte contre les Wuhuan et victoire définitive contre le clan Yuan
Les Wuhuan des trois districts font alors de nombreuses excursions à travers la Grande Muraille et pillent la province de You. Comme Yuan Shao de son vivant avait passé des alliances avec eux, et bien traité Tadun, le puissant chanyu de Liaoxi, Yuan Xi et Yuan Shang partent les rejoindre. Cao Cao mène une campagne contre eux et commence le creusement d’un canal, qu’il baptisera « canal de Pinglu », visant à détourner les eaux du Hutuan dans la rivière Gu, ainsi que d’un second canal, qu’il baptisera « canal de Quanzhou », visant à détourner les eaux de l’embouchure de la rivière Ju dans la rivière Lu. Ces canaux offrent ainsi à Cao Cao un passage vers la mer.
En mars 207 (12e année de Jian’an), Cao Cao quitte Chunyu pour rentrer à Ye. Le 21 mars (jour du dingyou), il fait émettre un décret reconnaissant à ses subordonnées leurs mérites dans ses victoires. Il offre à vingt hommes au service exceptionnel le titre de marquis et récompense tous ses autres subordonnés proportionnellement à leur mérite. Il exonère également les orphelins des mandarins décédés au combat de la conscription et de l’impôt.
Cao Cao prépare ensuite une campagne contre les Wuhuan. Ses généraux tentent au début de l’en dissuader : il est peu probable que les Wuhuan obéissent à Yuan Shang, et faire une campagne contre eux pourrait donner à Liu Bei l’occasion de demander à Liu Biao de le laisser attaquer la capitale laissée sans défense. Cependant Guo Jia s’oppose à ce raisonnement : Liu Biao ne saura sans doute pas faire assez confiance à Liu Bei pour lui offrir cette responsabilité. Vers juin-juillet, Cao Cao arrive à Wuzhong avec son armée. Au mois d'août, des inondations rendent les routes costales impraticables et Tian Chou propose à Cao Cao de le guider à travers les campagnes et le mène jusqu’à la garnison de Lulong, mais le chemin était obstrué. Cao Cao ordonne la creuse sur plus de cinq cents li (250 km) dans les vallées afin de frayer un passage passant à travers Baitan et Pinggang, puis dans le territoire des Xianbei, et vers l’est en direction de Liucheng. Alors qu’il leur reste deux cents li à parcourir (100 km), Yuan Shang et Yuan Xi sont prévenus de son approche et se préparent à l’attaquer avec Tadun, Louban (le chanyu de Liaoxi) et Nengchendizhi (le chanyu de Youbeiping). En septembre, Cao Cao entreprend l’ascension du mont Bailang et est surpris par l’armée ennemie. Comme les équipements étaient restés à l’arrière de l’expédition, peu de soldats étaient en armure. Cependant, Cao Cao se rend compte que l’armée adverse est mal organisée et décide de quand même donner la charge et confie cette opération à Zhang Liao. Les Wuhuan sont battus, Tadun est exécuté et plus de deux cent mille soldats font leur soumission. Supuwan, le chanyu de Liaodong, s’enfuit en abandonnant ses hommes, accompagné de Yuan Shang et Yuan Xi et se réfugient à Liaodong. Malgré cette défaite, Yuan Shang a encore plusieurs milliers de cavaliers à sa disposition.
Les généraux de Cao Cao pressent ce dernier d’attaquer Gongsun Kang, le grand administrateur de Liaodong afin de pouvoir capturer les frères Yuan mais Cao Cao refuse : « Je laisse à Gongsun Kang le soin de m’apporter les têtes de Yuan Shang et Yuan Xi. Inutile de déranger mon armée. » En octobre, Cao Cao quitte Liucheng avec son armée. Gongsun Kang fait exécuter Yuan Shang, Yuan Xi et Supuwan et expose leurs têtes. À ses généraux perplexes, Cao Cao dit : « Gongsun Kang a toujours craint Yuan Shang. Si je l’avais mis sous pression il aurait joint ses forces avec Yuan Shang et Yuan Xi. En partant et en relâchant la pression, je leur laissais l’occasion de comploter les uns contre les autres. » En décembre, il atteint la rivière Yi où Pufulu et Nalou, les chanyu des districts de Dai et Shang, viennent lui offrir leurs félicitations.

### Bataille de la Falaise rouge

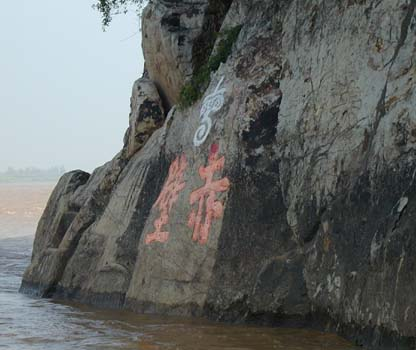
Le site de la bataille de la Falaise rouge

En février 208 (13e année de Jian’an), Cao Cao retourne à Ye et entreprend l’entraînement d’une armée sur le lac Xuanwu pour la familiariser avec les manœuvres maritimes. En juillet, il fait abolir l’institution des Trois ducs (三公官, sān gōng guān), pour restaurer en leur place les postes de Premier ministre (丞相, chéng xiāng) et de grand tuteur (御史大夫, yù shǐ dàifu). Le 9 juillet (jour du guisi), Cao Cao se fait proclamer Premier ministre.
En août, Cao Cao part en campagne contre Liu Biao, mais celui-ci meurt de maladie au mois de septembre. Son fils Liu Zong lui succède et s’établit à Xiangyang tandis que Liu Bei se met en garnison à Fan. En octobre, Cao Cao arrive à Xinye, Liu Zong se soumet, et Liu Bei fuit à Xiakou. Cao Cao avance alors son armée à Jiangling, offre par décret le pardon aux mandarins de la province de Jing, puis les récompense, offrant à quinze d’entre eux le titre de marquis et Wen Pin, un général de Liu Biao, reçoit la charge de grand administrateur de Jiangxia. Cao Cao fusionne les soldats du Jing à sa propre armée et se rattache les services de Han Song et de Deng Yi. Cao Cao force également Liu Zhang, le protecteur de Yi, à lever des troupes pour les intégrer à son armée. Le 26 novembre (jour renzi), Cao Cao ordonne l'exécution du mandarin Kong Rong et de tout son clan, ce dernier ayant dit du mal de Cao Cao à un émissaire de Sun Quan.
En janvier 209, Sun Quan, venant en aide à Liu Bei, attaque Hefei. Cao Cao part alors en campagne contre Liu Bei, et une fois à Baqiu, envoie Zhang Xi pour venir en renfort à Hefei. Apprenant l’arrivée de Zhang Xi, Sun Quan abandonne le siège. Cao Cao arrive alors à Chibi où il affronte la coalition formée par Sun Quan et Liu Bei. L’armée de Cao Cao souffre alors d’une épidémie, Cao Cao perd de nombreux soldats et officiers et doit battre en retraite.
En outre, selon les Mémoires annuelles de Son Excellence de Shan Yang, la flotte de Cao Cao est brûlée au cours de la bataille par Liu Bei. Au cours de sa retraite, la route est complètement boueuse et impraticable : Cao Cao doit ordonner à ses soldats de la combler pour que sa cavalerie puisse avancer, et perd de nombreux hommes au cours de l'opération. Une fois sauf, Cao Cao se montre joyeux : « Liu Bei et moi faisons vraiment la paire ! Sa stratégie comportait pourtant un petit défaut en m’attaquant de nuit. S’il avait allumé ses feux au matin, il ne me resterait plus beaucoup d’hommes. » Liu Bei poursuit Cao Cao mais ne parvient pas à le capturer. Profitant de sa victoire, Liu Bei s’empare de la province de Jing, incluant les districts au sud du Yangzi Jiang.
En mai 209 (14e année de Jian’an), Cao Cao arrive à Qiao et fait construire des embarcations pour entraîner son armée au combat maritime. Vers août-septembre, il arrive à la rivière Guo via la rivière Huai, traverse la rivière Fei et établit son campement à Hefei. Le 10 octobre (jour du xinwei), il émet un décret par lequel le gouvernement offre de la nourriture aux familles ne pouvant subvenir à leurs besoins. Il ordonne aux mandarins du Yang de faire établir des tuntian à Juebei. Vers janvier-février 210, il rentre à Qiao.
Au printemps 210 (15e année de Jian’an), Cao Cao, en quête de nouveaux talents, émet un décret par lequel il demande à ses mandarins de ne pas hésiter à lui recommander des subalternes sur la base de leurs aptitudes. En hiver, la construction du pavillon du moineau de bronze est achevée, et selon l’Histoire de l’empereur Wu du Wei, le 1er janvier 211 (jour du jihai), Cao Cao déclare qu’il diminue la taille de son propre fief des trois districts de Yangxia, Zhe et Ku, et d’une partie de Wuping, au total plus de trente mille foyers, pour réduire ses propres responsabilités et diminuer les critiques faites à son encontre. Cependant, selon le livre du Wei, le 11 février 211 (16e année de Jian’an, jour du gengchen), l’empereur Xiandi offre en échange par décret impérial à trois des fils de Cao Cao un fief de cinq mille foyers et un titre de noblesse : Cao Zhi est fait marquis de Pingyuan, Cao Ju marquis de Fanyang, et Cao Biao marquis de Raoyang. L’empereur nomme également Cao Pi général des gentilshommes et des cinq mandarins (五官中郎將, wǔ guān zhōng láng jiāng) et l’instaure comme vice-Premier ministre (丞相副, chénxiāng fù).

### Lutte contre Ma Chao
À Daling, Shang Yao de Taiyuan montre une rébellion et Cao Cao envoie Xiahou Yuan et Xu Huang pour l’affronter. Ceux-ci triomphent mais entre-temps, Zhang Lu capture la ville de Hanzhong, et au mois d'avril, Cao Cao envoie Zhong Yao en expédition punitive. Il ordonne également à Xiahou Yuan de traverser le Hedong pour joindre ses forces avec celles de Zhong Yao.
Croyant que Zhong Yao allait les attaquer, Ma Chao, Han Sui, Yang Qiu, Li Kan et Cheng Yi se soulèvent, et Cao Cao doit envoyer Cao Ren pour les affronter. Ma Chao établit son armée au col de Tong, et Cao Cao, estimant sa position trop solide et l’armée adverse trop expérimentée recommande à ses généraux de ne pas l’attaquer. Au mois d'août, Cao Cao part en campagne contre Ma Chao et prend l’armée de ce dernier en tenaille en occupant les positions de part et d’autre du col. Voulant en finir vite, Cao Cao envoie secrètement Xu Huang et Zhu Ling de nuit pour traverser Puban, occuper le banc ouest du Fleuve Jaune et y établir leur campement.
Cao Cao traverse en personne le Fleuve Jaune au col de Tong, mais ses bateaux sont attaqués par Ma Chao. Cependant, le colonel Ding Fei libère le bétail et les chevaux, causant le désordre dans les rangs ennemis, permettant à Cao Cao de débarquer en toute quiétude et d’assurer ses positions sur la rive sud du Fleuve Jaune. Ma Chao se replie sur l’embouchure de la rivière Wei. Cao Cao fait alors construire des mannequins pour que les troupes de Ma Chao ne se rende pas compte qu’il envoie une escouade construire un pont avec des navires. Cao Cao lance l’attaque de nuit, prenant Ma Chao complètement par surprise. Ce dernier doit se replier au sud de la rivière Wei et envoie un émissaire auprès de Cao Cao, proposant de lui offrir les terres de l’ouest du Fleuve Jaune en échange de la paix, mais Cao Cao refuse.
En novembre, Cao Cao traverse la rivière Wei avec son armée, et Ma Chao tente de le défier au combat à plusieurs reprises, mais Cao Cao refuse. Ma Chao et ses compagnons proposent alors de lui céder des terres et d’envoyer leurs fils en otage. Sur les conseils de Jia Xu, Cao Cao fait semblant d’accepter. Han Sui demande audience auprès de Cao Cao, sur prétexte que ce dernier avait été recommandé auprès de la Cour pour sa piété filiale et son incorruptibilité la même année que son père (vers 174-175). Cao Cao accepte l’audience mais ne fait part à aucun moment d'affaires militaires, se contentant de parler de leur jeunesse à la capitale et d’avoir une conversation plaisante. Lorsque Han Sui revient de son audience, Ma Chao lui demande : « Qu’a dit le duc ? [Cao Cao] », Han Sui répondit : « Pas grand chose. » Comme l’avait prévu Jia Xu, Ma Chao n'en croit rien et conçoit dès lors de la méfiance pour Han Sui, se demandant si ce dernier ne l’a pas trahi. Quelques jours plus tard, Cao Cao envoie à Han Sui une lettre, mais dans laquelle il avait volontairement rayé et inséré de nombreux passages, donnant l’impression à Ma Chao que Han Sui avait fait lui-même ces modifications et augmentant la tension entre les deux alliés. Cao Cao décide alors de passer à l'offensive et envoie ses troupes légères attaquer de front, puis prend l’armée adverse en pincette en envoyant sa cavalerie sur les deux flancs. Au cours de la bataille, Cheng Yi et Li Kan trouvent la mort, tandis que Han Sui et Ma Chao fuient vers la province de Liang et Yang Qiu vers Anding. Victorieux, Cao Cao s’empare du Guanzhong.
En décembre, Cao Cao part en campagne contre Yang Qiu et monte le siège de Anding. Yang Qiu finit par se soumettre et Cao Cao lui rend son ancien titre de noblesse de marquis de Linying, et lui donne la mission de s’occuper des affaires locales. Vers janvier-février 212, Cao Cao rentre à la capitale et laisse Xiahou Yuan en garnison à Chang’an.
En mars 212 (17e année de Jian’an), Cao Cao retourne à Ye et l’empereur lui octroie le privilège de pouvoir se présenter devant lui sans s’être fait annoncer, et de pouvoir porter épées et bottes dans le palais. Ma Chao s’établit à Lantian avec Liang Xing, et Cao Cao envoie Xiahou Yuan pour l’affronter. Cao Cao redessine les frontières administratives et attache au district de Wei de nombreux cantons des districts de Henei, Dong, Julu, Guangping et Zhao. Vers novembre-décembre, Cao Cao prépare une campagne contre Sun Quan.

### Création du duché de Wei

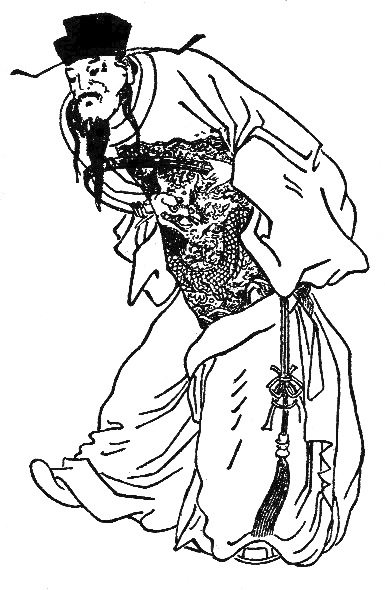
Cao Cao, d'après une illustration d'une édition du roman Les Trois Royaumes de la dynastie Qing.

En février 213 (18e année de Jian’an), Cao Cao dirige son armée vers l’embouchure de la rivière Ruxu, et à Jianxi, traverse le campement de Sun Quan, capturant Gongsun Yang. Un édit impérial fusionne alors les quinze provinces pour restaurer les neuf provinces historiques. En mai, Cao Cao rentre à Ye.
Le 16 juin (jour du bingshen), l’empereur donne à Cao Cao le titre de duc de Wei (魏公, Wèi gōng) et lui offre les neuf sacrements. En août, Cao Cao commence à établir le gouvernement du Wei et à faire construire des temples. L’empereur épouse trois de ses filles, et en octobre, Cao Cao fait construire le pavillon du tigre doré, ainsi qu’un canal pour détourner les eaux du Zhang à travers la digue de Bai jusque dans le Fleuve Jaune. En novembre, il divise administrativement le duché de Wei en un district Est et un district Ouest, chacun dirigé par un commandant en chef, puis en décembre, institue le poste de maître des Écrits, ainsi que l’institution des serviteurs réguliers et des six ministères. Selon les Annales du clan Wei, il offre à Xun You le poste de préfet des maîtres des Écrits, à Liang Mao le poste de superviseur, à Mao Jie, Cui Yan, Chang Lin, Xu Yi, et He Kui le poste de maître des Écrits, et à Wang Can, Du Xi, Wei Ji et He Qia le rang d'intendant du Palais.
Ma Chao, alors à Hanyang, s’allie avec les Qiang et les Wu Hu. Le roi des Di, Qian Wan, se joint à lui et se rebelle, s’établissant à Xingguo. Cao Cao envoie Xiahou Yuan en expédition punitive.
En février 214 (19e année de Jian’an), Zhao Qu de Nanan et Yin Feng de Hanyang montent une expédition punitive contre Ma Chao, et exécutent ses femmes et ses enfants, forçant Ma Chao à fuir vers Hanzhong. Han Sui se rend à Jincheng et s’allie avec le roi des Di pour affronter Xiahou Yuan, mais perd le combat et fuit à Xiping. Xiahou Yuan assiège alors Xingguo et en massacre ses habitants. Cao Cao supprime les districts de Andong et Yongyang.
Cao Cao nomme Guanqiu Xing au poste de grand administrateur de Anding, un district faisant tampon avec les territoires des Qiang et des Wu Hu. Cao Cao lui donne comme conseil de n’envoyer personne pour traiter avec ces peuples : en effet, un émissaire pourrait décider de rejoindre les Qiang et les Wu Hu pour son propre bénéfice, et de leur apprendre comment traiter plus efficacement avec les Chinois au détriment de ces derniers qui verront une personne de talent se retourner contre eux. Guanqiu Xing n’écoute pas les conseils de Cao Cao et envoie Fan Ling traiter avec les Qiang, et ce dernier décide de les rejoindre et se hisse au rang de mandarin d’un État vassal.
Au mois d'avril, l’empereur élève le rang de Cao Cao « au-dessus des seigneurs et des rois » (諸侯王上, zhūhóu wáng shàng) et lui offre le sceau d’or, le ruban écarlate et la coiffe pour les longs trajets. Au mois de septembre, Cao Cao prépare une nouvelle campagne contre Sun Quan. Selon les Annales des neuf provinces, le conseiller militaire Fu Gan s’oppose à cette décision : le pouvoir militaire ne doit selon lui s’utiliser que lorsque le pouvoir civil est suffisamment installé et le Wu dirigé par Sun Quan bénéficie de trop d’avantages géographiques pour être aisément conquis. Il conseille à Cao Cao de se concentrer sur l’administration de l’empire et l’éducation afin d’organiser l’assimilation des provinces rebelles sur le long terme. Cependant Cao Cao ne suit pas ses conseils et la campagne se solde par un échec.
Cao Cao envoie Xiahou Yuan à Fuhan en campagne contre Song Jian de Longxi, qui s’était rebellé contre l’empire trente ans auparavant. Vers novembre-décembre, Xiahou Yuan parvient à capturer Fuhan, et fait exécuter Song Jian, permettant à Cao Cao de prendre possession de la province de Liang.
Vers décembre 214-janvier 215, une lettre haineuse de l’impératrice Fu est interceptée dans laquelle elle écrit que l’empereur en veut à Cao Cao d’avoir fait exécuter Dong Cheng. Craignant que cette lettre ne serve de prétexte pour légitimer de nouveaux complots à son encontre, Cao Cao fait déposer et exécuter l’impératrice et une centaine de membres de son clan.
Fin janvier 215, Cao Cao se rend à Mengjin, et le 5 février (jour du yiwei), émet un édit créant la position de ministre de la vérité (理曹掾, lǐ cáo yùan) désormais seul habilité à appliquer la torture aux prisonniers. En effet, jusqu’ici, les bourreaux pouvant appliquer la torture aux prisonniers n’étaient pas des mandarins et donc pas choisi par le concours extrêmement sélectif que ces derniers devaient passer qui garantissait une bonne connaissance des lois en vigueur.
Vers février-mars 215 (20e année de Jian’an), l’empereur choisit pour nouvelle impératrice une des filles de Cao Cao. Cao Cao remanie les frontières administratives et élimine les districts de Yunzhong, Dingxiang, Wuyuan et Shuopang et les réunit en un unique district nommé Xinxing.
Vers avril-mai, Cao Cao mène une campagne à l’ouest contre Zhang Lu, arrive à Chencang, puis fait le trajet de Wudu jusqu’au territoire des Di. Ces derniers tentent de bloquer son avancée mais sont mis en déroute par Zhang He et Zhu Ling. Vers mai-juin, Cao Cao traverse le col San et atteint Hechi où il affronte les Di qu’il finit par vaincre en mai. Les généraux Qu Yan et Jiang Shi de Xiping et Jincheng offrent à Cao Cao la tête de Han Sui.
En août, Cao Cao atteint le col Yangping où il affronte Zhang Wei, le frère de Zhang Lu, et le général Yang Ang. Leur position étant trop solide pour être aisément vaincue, Cao Cao fait semblant de lever le siège et plier bagage afin que le soulagement relâche la vigilance des troupes ennemies, puis envoie Jie Piao et Gao Zuo pour les attaquer de nuit. Ces derniers infligent une défaite massive et exécutent le général Yang Ren. Zhang Wei s'enfuit, imité plus tard par Zhang Lu qui s’enfuit en direction de Bazhong, laissant l’armée de Cao Cao entrer dans Nanzheng. Les districts de Ba et Han capitulent, et Cao Cao fusionne le district de Hanning avec celui de Hanzhong, ôte à Hanzhong les districts de Anyang et Xicheng pour former le district de Xicheng et divise la région de Xi pour former le district de Shangyong.

### Création du royaume de Wei

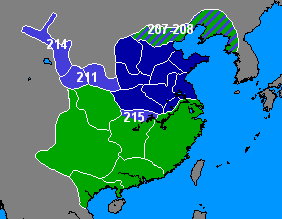
Évolution du territoire contrôlé par Cao Cao.

En octobre, l’empereur donne à Cao Cao le privilège de pouvoir offrir lui-même les titres de noblesse, puis en novembre, Cao Cao instaure de nouveaux titres de noblesse visant à récompenser les services militaires, mais auxquels ne sont jointes ni terres ni rente. En décembre, Zhang Lu offre sa reddition, et Cao Cao lui octroie, ainsi qu’à cinq de ses fils, le titre de marquis. De son côté, Liu Bei attaque Liu Zhang et prend possession de la province de Yi et Cao Cao riposte en envoyant Zhang He pour l’affronter.
En mars 216 (21e année de Jian’an), Cao Cao rentre à Ye, et le 29 mai (jour du jiawu), l’empereur le nomme roi du Wei (魏王, Wèi wáng), faisant officiellement du Wei un royaume. Au mois de septembre, Cao Cao nomme Zhong Yao au poste de Premier ministre du Wei, et en novembre, prépare une nouvelle campagne contre Sun Quan.
En février 217 (22e année de Jian’an), l’armée de Cao Cao atteint Juchao, et en avril se met en garnison à Haoqi, à l’ouest du Yangzi. Sun Quan fortifie ses positions sur l’embouchure du Ruxu, mais doit battre en retraite devant Cao Cao. Cependant, au mois de mai, Cao Cao se retire à son tour, laissant Xiahou Dun, Cao Ren et Zhang Liao en garnison à Juchao. En juin, l’empereur autorise Cao Cao à porter les bannières impériales, et vers novembre-décembre lui offre une coiffe cérémonielle et un chariot doré. Cao Pi est nommé héritier du royaume de Wei.
Liu Bei envoie Zhang Fei, Ma Chao et Wu Lan en garnison à Xiabian, et Cao Cao envoie Cao Hong pour les affronter.
Le 18 février 218 (23e année de Jian’an, jour du jiazi), le grand préfet Ji Ben, le trésorier Geng Ji et le ministre de la Droiture Wei Huang se rebellent, assiègent Xu et brûlent les bureaux du chancelier Wang Bi. Wang Bi part en expédition punitive, mais est tué. Selon les Chroniques du duc de Shanyang, en apprenant la mort de Wang Bi, Cao Cao entre dans une fureur noire et convoque tous les mandarins de Xu à la capitale. Il ordonne à ceux ayant lutté contre l’incendie de se tenir à gauche, et à ceux qui n’ont pas combattu le feu de se tenir à droite. Tous les mandarins se placèrent à gauche, pensant être ainsi innocentés, mais Cao Cao annonça : « Ceux qui n’ont pas combattu le feu n’ont pas ajouté à la confusion. Ceux qui ont combattu le feu sont les véritables rebelles. » Tous furent exécutés. Cet épisode est repris dans le Roman des Trois Royaumes.
Vers mai-juin, Cao Cao émet un décret par lequel il offre aux veuves, aux jeunes orphelins et aux invalides le droit d’être nourris par le gouvernement, et impose aux personnes de plus de quatre-vingt-dix ans d’avoir une personne résidant avec eux. En juillet, il fait de Shouling un cimetière militaire : les soldats doivent être enterrés sur des terres dures et stériles afin que l’endroit où ils reposent ne soit pas dérangé par les laboureurs. Il choisit également d’être enterré sur un monticule de la région.
En août, Cao Cao part en campagne contre Liu Bei et en octobre arrive à Chang'an. Au mois de novembre, à Wan, Hou Yin se rebelle et Cao Cao envoie Cao Ren pour assiéger la ville. En février 219 (24e année de Jian’an), Cao Ren capture Wan et Hou Yin est exécuté. Xiahou Yuan affronte les troupes de Liu Bei à Yangping, mais est tué dans la bataille, et Cao Cao, au mois d'avril, sécurise les points stratégiques et attaque à son tour Liu Bei mais ce dernier résiste en se servant des avantages géographiques que lui fournissent les cols étroits. Selon les Annales des neuf provinces, Cao Cao aurait émis l’ordre « côte de poulet » et aucun de ses officiers ne comprenait le sens de ces mots. Seul le maître des écrits Yang Xiu aurait commencé à lever le camp en fournissant à ses hommes l’explication : « Un homme ayant une côte de poulet s’en défait sans arrière pensée, celle-ci ayant trop peu de viande et ainsi en est-il pour Hanzhong. »
En juin, Cao Cao bat en retraite et son armée arrive à Chang’an. En août, il fait de Dame Bian sa reine, et envoie Yu Jin pour renforcer Cao Ren, alors en train de combattre Guan Yu. En septembre, la rivière Han déborde et inonde l’armée de Yu Jin, laissant à Guan Yu l’occasion de capturer Yu Jin et d’assiéger Cao Ren. Cao Cao envoie Xu Huang en renfort. En octobre, Cao Cao destitue le Premier ministre Zhong Yao pour son implication dans la rébellion de Wei Fang. En novembre, l’armée de Cao Cao rentre à Luoyang, et Sun Quan envoie un missive dans laquelle il se soumet, et manifeste son souhait que Guan Yu soit défait. Cao Cao se prépare à lancer une nouvelle expédition, mais Guan Yu est finalement battu par Xu Huang et doit lever le siège qu’il menait à Cao Ren. La missive de Sun Quan lève la question de savoir si Cao Cao pense déposer l'empereur et prendre le mandat céleste. Cao Cao est pressé par plusieurs de ses conseillers de prendre le trône, mais refuse en se comparant au roi Wen de Zhou
En mars 220 (25e année de Jian’an), Cao Cao arrive à Luoyang. Sun Quan parvient à triompher de Guan Yu, et offre à Cao Cao sa tête. Le 15 mars (jour du gengzi), Cao Cao meurt à l’âge de soixante-cinq ans. Son testament indique :
« L’Empire n’est pas encore pacifié et il n’est donc pas possible de suivre les rites. Une fois mon enterrement fini, que l’on dispose de mes oripeaux. Que les soldats en garnison aux frontières ne quittent pas leur poste. Que les mandarins de tout rang continuent de se concentrer sur leurs tâches. Je souhaite d’être enterré habillé de vêtements ordinaires, sans or ni jade ni autres trésors. »
Le 11 avril (jour du dingmao), Cao Cao est enterré à Gaoling. Il reçoit le titre posthume de roi Wu (武王, Wǔ wáng, « roi martial »). Son fils Cao Pi lui succède et dans l’année dépose l’empereur Xiandi des Han, et se proclame premier empereur de la dynastie Wei. Cao Cao recevra le titre posthume d’empereur Wu de Wei (魏武帝, Wèi Wǔ dì).

## Découverte de la tombe de Cao Cao
En décembre 2009, fut annoncée la découverte de la tombe de Cao Cao, près du Huang He, dans le village de Xigaoxue (西高穴村 - 36° 14′ 45″ N, 114° 16′ 05″ E), lui-même dans le Xian d'Anyang, en province d'Henan. Les légendes prédisaient que la tombe était protégée par 72 leurres pour en garder le lieu secret, bien que les découvertes récentes réfutent cette légende. La tombe fut découverte par des ouvriers d'un four voisin, occupés à récolter de la boue pour réaliser des briques, mais la découverte ne fut pas directement annoncée aux autorités. Le pillage de tombe était donc déjà entamé. Les archéologues identifièrent la tombe lorsque les autorités arrêtèrent des pilleurs de tombes et saisirent seize tablettes de pierre portant l'inscription "Roi Wu de Wei" (魏武王), la référence posthume de Cao. Les archéologues commencèrent à œuvrer en décembre 2008.
La tombe est constituée d'un mausolée carré d'une taille approximative de 8 934 mètres carrés comprenant deux fosses éloignées d'environ 30 mètres et datant toutes deux de l'époque du royaume Wei.
La fosse principale d'une superficie approximative de 740 mètres carrés, une taille habituelle pour une sépulture de roi, comprenait le crâne d'un homme ayant plus de 60 ans, ainsi que ceux de deux femmes, âgées respectivement d'approximativement 20 et 50 ans, le tout accompagné de tablettes identifiant la tombe comme étant celle de Cao Cao, ainsi que de quelque 250 objets dont des armes, des armures et de la poterie. Il n'a pas été trouvé d'objets de grande valeur, en accord avec le souhait de Cao d'être enterré simplement. Les corps sont vraisemblablement ceux de Cao et de sa femme, ainsi que celui d'une servante
La deuxième fosse, plus petite et moins décorée, reste un mystère puisqu'elle ne contenait qu'une épée. Vu sa plus petite taille, les archéologues en ont conclu qu'il s'agissait sûrement d'une "tombe satellite". Plusieurs hypothèses ont été émises à son sujet, notamment qu'elle soit celle de Cao Ang, le fils ainé de Cao Cao, mort en même temps que Dian Wei, après avoir donné son cheval à Cao Cao pour lui permettre de fuir lors d'un traquenard tendu par Zhang Xiu. Une autre étant qu'elle soit un symbole, qu'elle indique la conception du monde de Cao Cao dans la mort. Enterré dans une fosse séparée de son épée, une grande place est laissée à extrapolation. Par contre, une hypothèse ayant été rejetée est qu'il s'agisse de la tombe de la femme de Cao Cao, en effet, cette fosse étant plus petite, il semblerait que si elle avait été prévue pour contenir quelqu'un, il se serait agi de quelqu'un de rang inférieur.
L'état de la tombe était malheureusement désastreux, au point d'impressionner les archéologues. Sept trous avaient été creusés, probablement par les pilleurs de tombes, pour y accéder, de plus, toutes les tablettes identifiant la tombe qui ont été trouvées étaient brisées. Pour finir, le crâne de l'homme indiquait que le corps avait été traîné hors de la tombe et la face frappée. Très probablement par des adversaires politiques de l'époque.
À cause de l'état de la tombe, ainsi que de la légende des 72 leurres, il y a toujours une controverse sur le propriétaire de la tombe.

## Œuvre littéraire
On doit à Cao Cao de nombreux journaux de guerre, ainsi qu'un commentaire de l'Art de la guerre, le Sun Zi Lüe Jie (孫子略解), l'un des plus anciens du genre. Ce commentaire est toujours traditionnellement fourni avec les éditions de l’Art de la guerre. Lionel Giles, un des premiers traducteurs anglais de l'Art de la Guerre fait remarquer l'extrême concision du texte de Cao Cao : « En effet, parfois, à force de concision ses commentaires sont à peine compréhensibles et nécessitent aussi bien un commentaire que le texte ».
Cao Cao était également un poète accompli : il est le fondateur du style jian'an, repris par ses fils Cao Pi et Cao Zhi. On a également conservé plusieurs édits de main.

## Citations attribuées à Cao Cao
- « Plutôt trahir qu'être trahi »[1] (「寧我負人，毋人負我！」). Il s'agit de la citation telle qu'elle figure dans la chronique officielle (Chroniques des Trois Royaumes), et reprise sous différentes formes, notamment dans le roman Les Trois Royaumes où elle apparaît comme : « Je préfère trahir le monde que d'être trahi par le monde » (「寧教我負天下人，休教天下人負我」, litt. « Plutôt que je trahisse les hommes sous le ciel que les hommes sous le ciel me trahissent moi »). Il existe plusieurs versions des faits qui auraient amené Cao Cao à prononcer ces paroles :
  - Selon le Livre du Wei, qui figurent dans les Chroniques des Trois Royaumes, en 190, alors qu'il fuyait Dong Zhuo, Cao Cao s'abrite chez un de ses vieux amis, Lü Boshe. Celui-ci est alors absent et le fils de Lü Boshe et d'autres invités tentent de voler le cheval de Cao Cao et ses provisions, mais Cao Cao les tue tous avec sa dague.
  - Cette scène est racontée différemment dans l’Histoire du monde, qui figure également dans la chronique officielle : Lü Boshe est absent, parti pour un long voyage, et ses cinq fils accueillent Cao Cao généreusement. Cao Cao, paranoïaque, soupçonne que ceux-ci vont le dénoncer et préfère tuer tous les habitants de la maison avant de fuir.
  - C'est à peu près cette version qui est relatée par les Chroniques de Sun Sheng selon lesquelles Cao Cao aurait interprété des ordres lancés aux cuisiniers lors de la préparation de son repas comme un complot contre lui. Ayant tué la toute maisonnée, il annonça : « Plutôt trahir qu'être trahi » avant de s'enfuir.
  - Dans la version popularisée par le roman[42], Lü Boshe est le frère juré de Cao Song, le père de Cao Cao, ce qui fait donc de lui l'oncle juré de Cao Cao. Ayant raté sa tentative d'assassinat contre Dong Zhuo, Cao Cao s'abrite en compagnie de Chen Gong chez Lü Boshe. Ce dernier part acheter du vin au village voisin. Cao Cao et Chen Gong entendent alors le bruit d'un couteau que l'on aiguise. Inquiet, Cao Cao s'approche et entend « Vas-tu l'attacher avant de le tuer ? » (「縛而殺之，何如？」). Croyant à une trahison, Cao Cao fait irruption avec Cheng Gong et tue tous les hommes et les femmes de la maison. En fouillant la maison, ils découvrent alors un cochon ligoté, prêt à être égorgé. Cao Cao et Chen Gong comprennent leur erreur et prennent la fuite. En chemin ils croisent Lü Boshe qui revient du village avec du vin et des victuailles.
« Cher neveu, Messire, où allez-vous donc ?
— Nous sommes des criminels recherchés et nous n'osons pas rester avec vous trop longtemps.
— Mais j'ai déjà donné l'ordre de tuer un cochon ! Cher neveu, Messire, mon hospitalité vous déplaît-elle ? Je vous en prie, revenez donc avec moi. »
Cao Cao ne prêta aucune attention à Lü Boshe, et fait mine de partir, puis soudain tire son épée et s'approche de Lü Boshe.
« Qui vient vers nous ? » demande-t-il. Tandis que Lü Boshe se retourne pour regarder, Cao Cao le tue. Chen Gong lui fait alors des reproches :
« Nous avions déjà fait une terrible erreur, alors pourquoi ce geste ?
— S'il était arrivé chez lui et avait vu sa famille massacrée, l'aurait-il supporté patiemment ? S'il avait alors sonné l'alerte et lancé une poursuite contre nous, nous aurions à notre tour été tués.
— Mais tuer de façon délibérée est d'une grande déloyauté !
— Je préfère trahir le monde que d'être trahi par le monde. »
Horrifié par l'attitude de Cao Cao, Chen Gong le quittera un peu plus tard pour se mettre au service de Zhang Miao, puis de Lü Bu.
- « À chaque vassal son Seigneur. Laissez-le partir. »[43] (「彼各為其主，勿追也。」). En 200, Cao Cao aurait répondu ceci à ses conseillers qui le pressent de donner chasse à Guan Yu, alors qu'il rejoint Liu Bei après un bref passage à son service.
- « J'emploierai les sages et les puissants de ce monde, je les guiderai de ma vertu, et rien ne me sera impossible ! »[1] (「吾任天下之智力，以道御之，無所不可。」) Cao Cao aurait tenu ce discours à Yuan Shao en 191, lors d'une discussion où ils comparaient leurs stratégies.
- « On a beau enfermer le vieil étalon dans l'écurie, il aspire encore à galoper mille lieues ! » (「老驥伏櫪，志在千裡」). Cette citation, tirée de son poème Bien que la torture vive longtemps (龜雖壽, Guī suī shòu) est devenue en chinois un proverbe à part entière.
- « J'aime à tuer dans mes rêves ; faites attention à ne pas trop m'approcher quand je m'endors » (吾夢中好殺人﹔凡吾睡著，汝等切勿近前, Wú mèng zhōng hǎo shārén, fán wú shuìzhāo, rǔ děng qièwù jìn qián)[44] Dans le roman, Cao Cao prononce cette phrase dans un excès de paranoïa. Les Anecdotes contemporaines et nouveaux propos de Liu Yiqing reprennent une citation équivalente : « Lorsque je dors, que l'on ne fasse pas la folie de m'approcher. Je tuerai quiconque vient trop près sans m'en rendre compte. Faites très attention ! » (「(我眠中不可妄近，近便斫人，亦不自覺，左右宜深慎此！」)

Citations du Sun Zi Lüe Jie
- « Lorsque l'on établit une loi, il ne faut pas qu'elle soit violée. Si elle est violée, il faut absolument punir. » 「設而不犯，犯而必誅。. (Commentaire du chapitre I de l’Art de la Guerre).
- « Les affaires militaires ne se traitent pas comme les affaires d'État, les affaires d'État ne se traitent pas comme les affaires militaires. On ne dirige pas une armée par les us et coutumes. » (「軍容不入國，國容不入軍，禮不可以治兵也。」) (Commentaire du chapitre III de l’Art de la Guerre).
- « Il faut savoir voir la plante avant qu'elle ait germée » (「當見未萌。」) (Commentaire du chapitre IV de l’Art de la Guerre).
- « Émergez du vide et frappez les points vides, fuyez les endroits défendus, attaquez là où l'adversaire ne s'attend pas. » (「出空擊虛，避其所守，擊其不意。」) (Commentaire du chapitre VI de l’Art de la Guerre).
- « Faites croire que vous êtes loin puis couvrez vite la distance pour vous trouver sur les lieux avant l'adversaire. » (「示以遠，邇其道里，先敵至也。」) (Commentaire du chapitre VI de l’Art de la Guerre).
- « Ne faites pas une marche de cent li pour gagner un avantage tactique, sous peine de voir vos généraux se faire capturer. » (「百里爭利，非也；三將軍皆以為擒。」) (Commentaire du chapitre VII de l’Art de la Guerre).
- « Dans une situation avantageuse gardez à l'esprit que le désastre peut survenir ; dans une situation désastreuse gardez à l'esprit qu'une aubaine peut survenir. » (「在利思害，在害思利」) (Commentaire du chapitre VIII de l’Art de la Guerre).
- « Les soldats peuvent se réjouir une fois que tout est fini, mais il ne faut pas les inquiéter au début du combat. [sous-entendu par rapport au contexte du commentaire : il ne faut pas discuter des plans avec les soldats avant le combat pour éviter l'angoisse et si nécessaire tromper l'ennemi] » (「民可與樂成，不可與慮始。」) (Commentaire du chapitre XI de l’Art de la Guerre).
- « Récompenser la bonne conduite ne doit pas attendre un seul jour ! » (「賞善不踰日也。」) (Commentaire du chapitre XII de l’Art de la Guerre).

## Cao Cao dans la tradition populaire

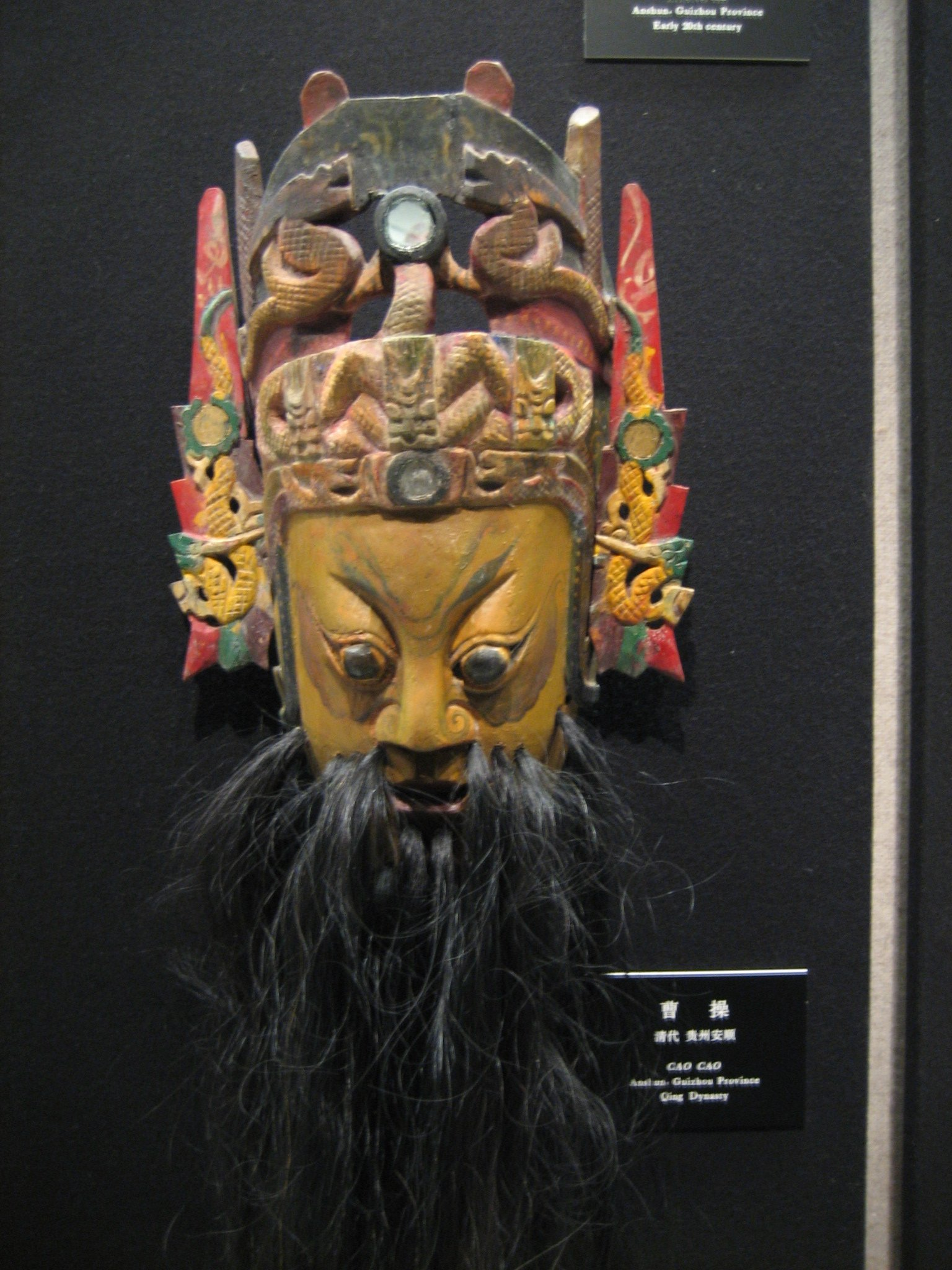
Masque de Cao Cao

Malgré ses accomplissements lors de son vivant, et le fait qu’il ait globalement eu plus de succès que ses principaux rivaux Liu Bei et Sun Quan, Cao Cao est très rapidement devenu dans la tradition populaire chinoise l’archétype du ministre rusé et félon dont les valeurs machiavéliennes faisaient nettement contraste avec les valeurs confucéennes que l’on prêtait à ses adversaires.
Avant même que soit compilée sa biographie dans les Chroniques des Trois Royaumes par Chen Shou au IIIe siècle et par Pei Shongzhi au Ve siècle, furent écrites des biographies défavorables, comme la Biographie de Cao le fourbe qui souligne à de nombreuses reprises son caractère hypocrite, cruel et vicieux, en l’agrémentant par de nombreuses anecdotes salées.
Ainsi, la biographie de Cao Cao qui figure dans les Chroniques des Trois Royaumes, qui est en quelque sorte une compilation de ces textes qui s'opposent dans certains faits imputés à Cao Cao et dans leurs interprétations, est donc déjà particulièrement ambiguë. Celle-ci se clôt à la fois sur une citation du Livre des Wei, extrêmement positive, et une citation de la Biographie de Cao le fourbe, particulièrement négative.
Le commentaire final de Chen Shou, le premier compilateur des chroniques est cependant assez positif, mais il se contente de louer les exploits et talents de Cao Cao sans faire le moindre éloge sur sa personnalité, contrairement à ce qu'il avait fait dans la biographie de Liu Bei pour qui il avait plus de sympathie :
« Lors du déclin des Han, le trouble était sur l'Empire, des héros et chevaliers se sont levés à l'unisson et tel un tigre, Yuan Shao occupait quatre provinces, et sa puissance et ses richesses étaient telles que nul ne pouvait l'égaler. Mais le Grand Ancêtre (Cao Cao) élabora des stratagèmes et unifia le monde. Il combina les méthodes de Shen et Shang et les tactiques de Han et Bai, et sut utiliser les mandarins en fonction de leurs aptitudes, sans leur tenir rigueur de leurs loyautés passées. Il put ainsi prendre le contrôle de l'Empire, et par ses stratégies supérieures, accomplir de grandes choses. On peut dire qu'il fut un homme exceptionnel et un héros qui transcende les âges. »
Pei Songzhi, au Ve siècle ajouta la conclusion de la Biographie de Cao le fourbe, nettement plus négative :
« Le grand ancêtre était frivole et sans le moindre prestige. Il aimait la musique et passait ses journées à en écouter. (…) Il lui arrivait de rire si fort que sa coiffe tombait dans sa coupe et salissait sa nourriture. Il était extrêmement sévère : si un général avait une meilleure stratégie que la sienne, il le faisait exécuter si bien qu’il ne lui restait ni amis ni ennemis. Lorsqu’il faisait exécuter quelqu’un, il pleurait à grandes larmes, mais jamais ne suspendait l’exécution. (…) Lors d’une campagne il donna l’ordre : « quiconque détruit du blé [en marchant dessus] sera exécuté » mais son cheval s’enfuit en piétinant les champs (…) Il dit : « J’ai violé la loi et je devrais être puni, mais un commandant peut-il être puni par un subordonné ? Je ne puis non plus me suicider. Je vais moi-même me punir. » Il se coupa les cheveux au lieu de se faire couper la tête. » Un jour, avant de faire une sieste, il ordonna à une concubine de le réveiller après un moment mais celle-ci le voyant si bien dormir n’osa pas le déranger. À son réveil il la fit bastonner à mort. Un autre jour, n’ayant que peu de vivres, il chargea son intendant d’utiliser des louches plus petites pour servir moins à manger aux soldats. Lorsque son armée s’en rendit compte, le grand ancêtre dit à l’intendant : « Je te prends ta vie pour calmer mes hommes afin que ma campagne puisse se poursuivre » et le fit décapiter. Il présenta sa tête à l’armée en disant : « Cet homme a servi de plus petites rations aux soldats pour dérober le bien public et a été décapité aux portes du camp. » Telles étaient sa tyrannie et ses ruses.
Au début du Ve siècle, les Anecdotes contemporaines et nouveaux propos compilées par Liu Yiqing narrent également quelques frasques et ruses de Cao Cao au milieu de sa galerie de personnages. Il apparaît dans une dizaine d'anecdotes aux chapitres 11 (Entrevoir la victoire) et 27 (Duperie et fourberie) où il enlève et viole une fille lors d'une cérémonie de mariage, trompe ses soldats assoiffés en leur faisant croire à l'existence d'un prunier pour leur donner l'eau à la bouche et les faire avancer ou échappe à une tentative d'assassinat de Yuan Shao.
Cependant, à l’époque de la dynastie Tang (618-907), Cao Cao était encore perçu très positivement, la dynastie Wei étant encore considérée comme légitime par la majorité des historiens de l’époque. L’empereur Xuanzhong se serait lui-même désigné au moins une fois sous le nom de A-Man, prénom d’enfance de Cao Cao. Il s’est cependant trouvé un historien, Liu Zhiji (661-721), pour critiquer la légitimité du royaume de Wei et s’insurger contre le traitement glorieux qu’a reçu Cao Cao par la postérité.
Au fur et à mesure que la tradition bardique reprenait les événements des Trois Royaumes, les actions des figures du royaume de Shu, notamment Liu Bei, Guan Yu, Zhang Fei et Zhuge Liang furent fortement amplifiés afin d’en faire des adversaires à la hauteur de Cao Cao. Guan Yu fut même divinisé quelques siècles après sa mort alors que son importance historique a été considérée comme relativement mineure par les historiens peu après sa mort (la biographie historique faite par Chen Song au IIIe siècle fait à peine mille caractères et la version annotée de Pei Shogzhi du Ve siècle en comporte à peine deux mille). Initialement, le personnage de Cao Cao dans cette tradition bardique n’était pas nécessairement villainisé.
Sous la dynastie Song (960-1279), le caractère symbolique des personnages de Cao Cao et Liu Bei fut nettement accentué, notamment avec l’écriture du Zizhi Tongjian, une sorte de livre d’histoire de vulgarisation attribué à Sima Guang. Tandis que le contenu du Zizhi Tongjian reste largement tributaire des annales historiques officielles telles les Chroniques des Trois Royaumes et le Livre des Han postérieurs, son style romancé en fait un précurseur à l’écriture du roman de Luo Guanzhong. Cependant cet ouvrage reconnaît encore la légitimité de la dynastie Wei.
Les écrits des poètes Wang Shipeng et Lu You contribuèrent à glorifier les héros du royaume de Shu, cherchant à faire un parallèle avec les conflits contemporains avec les dynasties du nord et du sud qui séparaient la Chine. Cao Cao est alors plus dépeint comme un conquérant étranger que comme un vassal félon. En 1172, le confucianiste Zhu Xi réecrivit sa propre version du Zizhi Tongjian, faisant de Liu Bei le successeur légitime de la dynastie Han et villainisant nettement Cao Cao.
Sous la dynastie Yuan (1271-1368), la tradition orale ayant trait aux personnages historiques de la dynastie Han gagne en popularité et des compilations d’histoires et pièces de théâtre commencent à être écrites sous la dynastie Ming. Des pièces transmises de cette époque, si Cao Cao n'y est pas nécessairement villanisé, il n'est jamais le héros. Dans l’un des premiers romans, le Sanguozhi Pinghua écrit dans les années 1320, Cao Cao apparaît comme la réincarnation de Han Xin, un général injustement exécuté par Liu Bang, le fondateur de la dynastie Han. Ainsi, si le premier empereur des Han avait causé du tort à celui qui l’avait aidé à fonder son empire, la réincarnation de ce dernier sera celui qui mettra fin à la dynastie Han, bouclant le cycle karmique. Le Sanguo Pinghua est cependant ouvertement hostile à Cao Cao.
Entre 1330 et 1400, Luo Guanzhong écrit la version populaire du roman Les Trois Royaumes qui achève de fixer Cao Cao comme le ministre félon dans la culture populaire. Ayant été écrit au début de la dynastie Ming, le roman visait également à instaurer une légitimité à l’empereur et à la dynastie régnante. Ce phénomène peut se remarquer dans d’autres romans de cette époque comme dans Au bord de l'eau, l’histoire de 108 hors-la-loi qui se regroupent et se révoltent contre l’empereur, que Shi Nai'an préfère brutalement couper en plein milieu à la réunion des bandits, avant que ceux-ci ne se révoltent. Liu Bei, descendant du clan impérial des Han, était plus propice à la définition d'un héros que Cao Cao, à la généalogie incertaine, ayant transformé l’empereur en marionnette et dont le fils renverse la dynastie régnante. Pourtant, Cao Cao possède dans ce roman une personnalité extrêmement complexe, capable tour à tour de la plus grande générosité et de la plus grande cruauté, des plus vifs éclairs de génie et du plus grand aveuglement, des actions les plus héroïques et de la plus vile couardise.
Dans l’opéra chinois, Cao Cao est souvent associé à la couleur blanche, symbole de duplicité et de deuil. Le personnage de Cao Cao inspira également un proverbe chinois, toujours utilisé de nos jours : « Dites “Cao Cao”, et Cao Cao arrive. » (chinois simplifié : 说曹操，曹操到。 ; chinois traditionnel : 說曹操，曹操到。 ; pinyin : Shuō Cáo Cāo, Cáo Cāo dào. ; Wade : Shuo¹ Ts’ao² Ts’ao¹, Ts’ao² Ts’ao¹ tao⁴ ; EFEO : Shuo Tsaur Tsau, Tsaur Tsau daw. ; cantonais Yale : Syut Chòuh Chōu, Chòuh Chōu dou.) C’est l’équivalent chinois de « quand on parle du loup, on en voit la queue. »

## Dans la culture populaire

### Jeux vidéo
Cao Cao apparaît dans le jeu vidéo Romance of the Three Kingdoms2 de Koei. Il est également un personnage principal et un antagoniste récurrent de les séries de jeux vidéo Dynasty Warriors et Warriors Orochi du même éditeur, y figurant comme un personnage jouable et le chef de la faction du Wei. Il est aussi retrouvable dans le jeu vidéo Kessen II de Koei Tecmo Games, toujours.
Cao Cao apparaît notamment dans le jeu vidéo de stratégie Total War: Three Kingdoms de Creative Assembly comme leader de faction jouable et disponible dès le début du jeu.
Cao Cao est aussi retrouvable sur le jeu de stratégie Civilization IV en tant que Grand Personnage et comme Grand Général dans sa suite, Civilization V.
Il est aussi retrouvable dans le jeu de stratégie en temps réel Rise of Kingdoms en tant que Commandant Légendaire.
Cao Cao est un personnage principal de la série de jeux vidéo Tenchi wo Kurau de Capcom, adapté du manga du même nom.
Enfin il apparaît aussi dans le jeu Puzzle and Dragons, faisant partie des divinités issue des Trois Royaumes.

## Famille

### Épouses et concubines
- Dame Bian

### Ses fils
Faisant partie de la puissante famille Cao, Cao Cao eut beaucoup de descendants. Parmi les plus importants notons ses six fils :
- Cao Ang (曹昂)
- Cao Pi (曹丕)
- Cao Zhang (曹彰)
- Cao Zhi (曹植)
- Cao Xiong (曹熊)
- Cao Chong (曹冲)

### Ses filles
- Cao Jie
- Cao Xian
- Cao Hua

### Autres membres de la famille
D'autres membres du clan Cao ont aussi laissé leur trace dans l'histoire :
- Cao Anmin (曹安民)
- Cao Ren (曹仁)
- Cao Chun (曹純)
- Cao Hong (曹洪)
- Cao Xiu (曹休)
- Cao Zhen (曹真)

Il est également cousin avec Xiahou Dun et Xiahou Yuan.